# Lütjenburg
Lütjenburg (plattdeutsch Lüttenborg) ist eine Stadt im Kreis Plön in Schleswig-Holstein. Sie ist Verwaltungssitz des Amtes Lütjenburg. Nach § 2 der (Landes)-Verordnung zum Zentralörtlichen System vom 5. September 2019 ist Lütjenburg gemäß Landesentwicklungsplan als Unterzentrum eingestuft.

## Geographie
Die Stadt liegt etwa 35 km östlich von Kiel an der Bundesstraße 202 und grenzt im Südosten an den kleinen Fluss Kossau (25 km), im Südwesten an die Gemeinde Klamp, im Westen an die Gemeinde Giekau, im Norden an die Gemeinden Panker und Behrensdorf und im Osten an die Gemeinden Hohwacht und Helmstorf. Nachbarorte mit touristischer Ausrichtung sind das Ostseebad Hohwacht und die Ferienorte Blekendorf und Behrensdorf. Die Gemarkung Lütjenburg hat eine Gesamtfläche von 615 ha; davon ist die nördliche Hälfte landwirtschaftlich genutzt und die südliche Hälfte durch Siedlungs- und Verkehrsflächen. Die Lütjenburger Feldmark ist mit 14 km Knicklänge, also rund 50 m Knick je ha LF ausgestattet.
Die Gemarkung Lütjenburg ist gekennzeichnet durch stark unterschiedliche Höhenlagen: Im Nordwesten steigt das Gelände im Nienthal-Gebiet bis auf 91 m, im Westen und nördlich der Umgehungsstraße auf 69 m, im Nordosten (Mittelsberg) auf 66 m an – zur Kossauniederung fällt das Gelände bis auf 15 bis 20 m ab. Innerörtliche Lagen sind aufgrund ihrer Höhenlage als Berg benannt, wie der Vogelberg (60 m) mit dem „Bismarckturm“ (18 m) und der Mühlenberg mit ähnlicher Höhe. 33 m gelten offiziell als Höhenlage der Stadt. Straßennamen lassen vermuten, dass man hier bergauf und bergab gehen muss (Niederstraße, Oberstraße). Alle genannten Höhen bieten in Richtung Osten einen Blick auf die Ostseeküste der Hohwachter Bucht, in Richtung Binnenland auf die ostholsteinische Hügel- und Knicklandschaft. Gleiches gilt für die Höhen „Strezer Berg“ (133 m) und für den „Pielsberg“ (128 m), der vom Aussichtsturm „Hessenstein“ (17 m) aus die Hohwachter Bucht noch näher erscheinen lässt.
Der „Pielsberg“ mit dem Aussichtsturm „Hessenstein“ und dem „Forsthaus Hessenstein“ ist ein beliebtes Ausflugsziel in der Region Lütjenburg. Südlich davon liegen im Waldgebiet der „Strezer Berge“ und an deren Rand bedeutende Gräberfelder aus der Jungsteinzeit und Bronzezeit („Langbetten“ und „Hügelgräber“) und der sagenumwobene „Grundlose See“. An diesem kleinen See soll um die Mitte des 17. Jahrhunderts eine Wassermühle gestanden haben, die im Verlaufe des Dreißigjährigen Krieges von Landsknechten des kaiserlichen Heeres überfallen wurde. Das Abbrennen der Mühle konnte nur durch das Eingreifen des kommandierenden Korporals, Sohn eines polnischen Grafen, verhindert werden. Seine Liebe zur Müllerstochter, der er die Hochzeit versprochen hatte und die sich während seiner achttägigen Abberufung zu anderen Truppenteilen von „Wassergeistern“ wegen seiner vermeintlichen Untreue „grundlos“ in den See ziehen ließ, führte auch zum „grundlosen“ Versinken des Korporals. Beide wurden nicht wiedergefunden, da auch das Ablassen des Sees über einen Graben („Russengraben“) misslang und der kleine See sich weiterhin als „Grundloser See“ erwies.
Das Stadtgebiet von Lütjenburg ist allseitig, also von allen Himmelsrichtungen aus, von Landschaftsschutzgebieten mit einer Gesamtfläche von 6535 ha umgeben:
- Gemeinden Hohwacht + Behrensdorf: Ostseeküste mit dem Großen Binnensee und dem Unterlauf der Kossau 1516 ha
- Gemeinden Hohwacht + Blekendorf: Küsten- und Moränenlandschaft 1284 ha
- Mehrere Gemeinden von Lütjenburg und Umgebung: Endmoränenlandschaft mit dem Hessenstein bis Hohenfelde 3735 ha

Weiterhin gibt es in der Region Lütjenburg mehrere Naturschutzgebiete und den Naturerlebnisraum „Stauchmoränen am Hessenstein“. Deren Fläche nimmt insgesamt fast 900 ha ein – diese Flächen sind in den Flächenangaben für die Landschaftsschutzgebiete mit enthalten:
- Gemeinde Behrensdorf: NSG „Kleiner Binnensee und angrenzende Salzwiesen“, 255 ha
- Gemeinde Blekendorf: NSG „Sehlendorfer Binnensee“, 230 ha
- Gemeinde Helmstorf und Nachbargemeinden: NSG „Kossautal“, 97 ha
- Gemeinde Hohwacht: NSG „Kronswarder und Südosten des Großen Binnensees“, 151 ha
- Gemeinde Schwartbuck: NSG „Strandseen-Landschaft Schmoel“, 50 ha
- Gemeinden Lütjenburg und Umgebung: Naturerlebnisraum „Stauchmoränen am Hessenstein“, 94 ha.

## Geschichte

### Vor- und Frühgeschichte
Die Region Lütjenburg war bereits seit der Jungsteinzeit (Neolithikum) von Menschen besiedelt, die im Übergang von der Jäger- und Sammlerkultur zur Hirten- und Bauernkultur standen, Landwirtschaft (Ackerbau und Viehzucht) betrieben und der Trichterbecherkultur (4200 bis 2800 v. Chr., nördliches Mitteleuropa einschl. Dänemark) anhingen. Für Schleswig-Holstein ist diese Zeitepoche mit der Periode 4000 bis 1700 v. Chr. anzunehmen. Vom Leben dieser jungsteinzeitlichen Menschen und ihren Bestattungsformen zeugen die vielen Großsteingräber in der Region, zum Beispiel in Flehm (Gemeinde Högsdorf), in Futterkamp (Gemeinde Blekendorf), in Giekau (Gemeinde Giekau), in Gowens (Gemeinde Dannau), in Köhn (Gemeinde Köhn), in den Strezer Bergen (Feldmarkgrenze Gemeinden Giekau/Panker), in Wetterade (Gemeinde Helmstorf), in Kaköhl (Gemeinde Blekendorf). Es handelt sich bei diesen Großsteingräbern (Megalithgräbern) um „Langbetten“ bzw. „Hünenbetten“ (rechteckige oder trapezförmige Hügel mit einer Randsteinkette, zum Teil auch mit neolithischen Steinkammern), wie auf dem „Ruserberg“ in Futterkamp (2700 bis 2500 v. Chr., Langbetten von 30 und 60 m Länge, urspr. von 100 Steinen eingefasst, Trichterbecher als Grabbeigabe) oder beim Langbett von Flehm (4300 bis 1700 v. Chr.), einer Grabanlage mit Grabhügel und einer sog. „Holsteiner Kammer“. Darunter versteht man ein Megalithgrab aus großen, unbehauenen Steinblöcken, die aus senkrecht stehenden Tragsteinen und waagerechten Deckplatten bestehen, eine Kammer bilden und später eine Hügelanschüttung oder eine Erdhügelbedeckung erfuhren. In der Steinkammer des Flehm-Grabes 1 wurden mehrere Grabbeigaben gefunden, Keramik- und Feuersteingefäße, Beile und Bernsteinperlen. Im Gehölz „Strezer Berg“ im Nahbereich von Lütjenburg sind vier „Langbetten“ bzw. „Riesenbetten“ aus der Jungsteinzeit (3500 v. Chr.) zu finden: Die in der Gemeinde Panker gelegenen zwei „Langbetten“ befinden sich im Nordwesten des „Grundlosen Sees“. Die größere der beiden Anlagen misst 26 × 5 m und enthält eine ehemalige, nicht mehr vollständige Grabkammer als „erweiterten Dolmen“. Ausgrabungen im 19. Jahrhundert brachten Aufschluss über die „Kammersohle“, die mit gebranntem Flint bedeckt war, und führten zum Fund von Feuersteingeräten (Beil, Meißel, Messer). Das auf dem Giekauer Gemeindegebiet gelegene „Langbett“ misst 27 × 12 m und ist mit einer Einfassung aus Findlingen und dem Rest einer Grabkammer ausgestattet. der abseits liegende Deckstein ist mit 30 „Schälchen“ versehen („Schalenstein“ oder „Näpfchenstein“).
Dass die Region Lütjenburg auch in der folgenden Bronzezeit (1800 bis 800 v. Chr.) besiedelt war, davon zeugt der Fund des Bronzerings von Fresendorf, der im Jahre 1983 bei der Anlage eines Versuches zur Grünlanderneuerung der damaligen Landwirtschaftsschule Preetz auf dem Gelände des Siedlungsdorfes Fresendorf bei Lütjenburg gefunden wurde. Das Landesamt für Vor- und Frühgeschichte in Schleswig ordnete im Jahre 1984 eine Nachgrabung an, bei der ein zweiter Halsring aus Bronze gefunden wurde. Beide Bronzeringe (Wendelringe) befinden sich jetzt im Besitz des Schleswig-Holsteinischen Landesmuseums Schloss Gottorf.
Weiterhin zeugt im Gehölz „Strezer Berg“ ein vorgeschichtlicher Grabhügel aus der älteren Bronzezeit (1700 v. Chr.) von dieser Zeitepoche und den damaligen Bestattungsformen: Die Toten wurden in Baum- oder Bohlensärgen bestattet, die mit einer Packung aus Feldsteinen geschützt wurden. Eine Abdeckung mit Grassoden („Plaggen“) und Erde führte zur Ausformung eines Erdhügels. In der Zeit der älteren bis jüngeren Bronzezeit wurden Langbetten für Nachbestattungen der Toten in „Hockerform“ mehrfach benutzt, so dass durch Anschüttungen und „Aufhügelungen“ die heute noch landschaftstypischen „Hügelgräber“ entstanden. Solche „Hügelgräber“ sind im Lütjenburger Umland in Fresendorf, in Ölböhm und in den Strezer Bergen bei Giekau, an der Landesstraße L164 in Richtung Hohwacht und an der Eichenallee des Gutes Helmstorf in Richtung Wetterade zu finden.
Siedlungsspuren aus der (vorrömischen) Eisenzeit (800 v. Chr. bis 500 n. Chr.) sind aus dem Kreisgebiet Plön bekannt. Ausgrabungen zu Ende der Bronzezeit und Beginn der Eisenzeit führten zur Erkenntnis, dass sich in dieser Zeit die Bestattungssitten hin zur Einäscherung der Toten und zur Bestattung von Urnen wandelten. Die Urnen wurden in den Hügelmantel schon bestehender Grabhügel beigesetzt.
Vor Beginn der Zeitepoche des Mittelalters (500 bis 1500 n. Chr.) wanderten germanische Stämme (Angeln und Sachsen, Jüten und Friesen) mit einem großen Teil der Bevölkerung um 450 n. Chr. nach England aus und hinterließen in Schleswig-Holstein – insbesondere in Ostholstein und Lauenburg – dünn besiedelte Regionen, in die im 6. bis 7. Jahrhundert slawische Stämme der Abodriten (Wagrier, Polaben) von Mecklenburg aus eindrangen und das Land in Besitz nahmen. In der Region Lauenburg siedelten die Polaben, in Ostholstein die Wagrier, die man auch Wenden nannte. Der Ortsname Wentorf, in der Gemeinde Klamp bei Lütjenburg gelegen, ist von der Stammesbezeichnung Wenden abzuleiten.

### Mittelalter

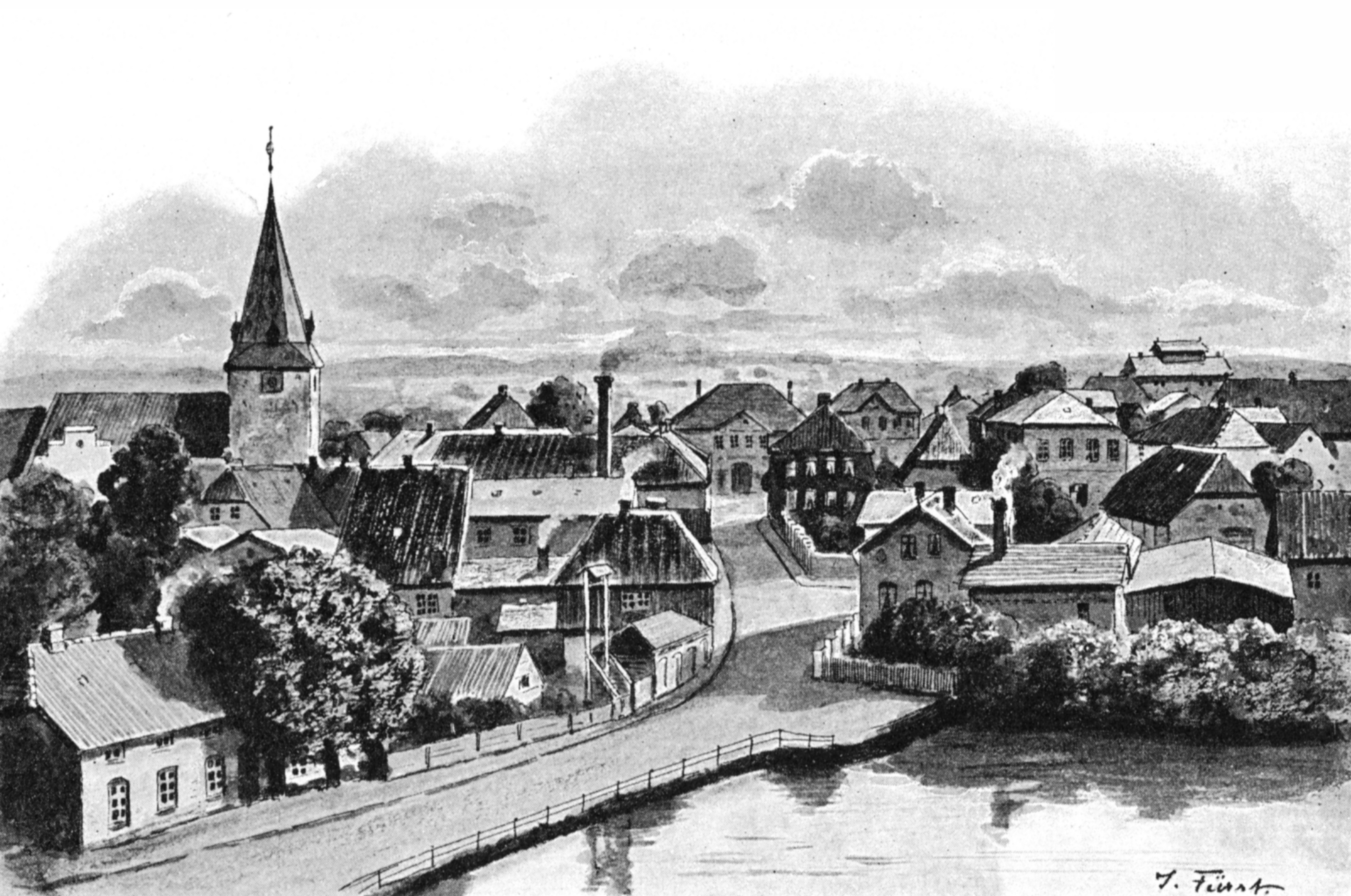
Lütjenburg um 1895

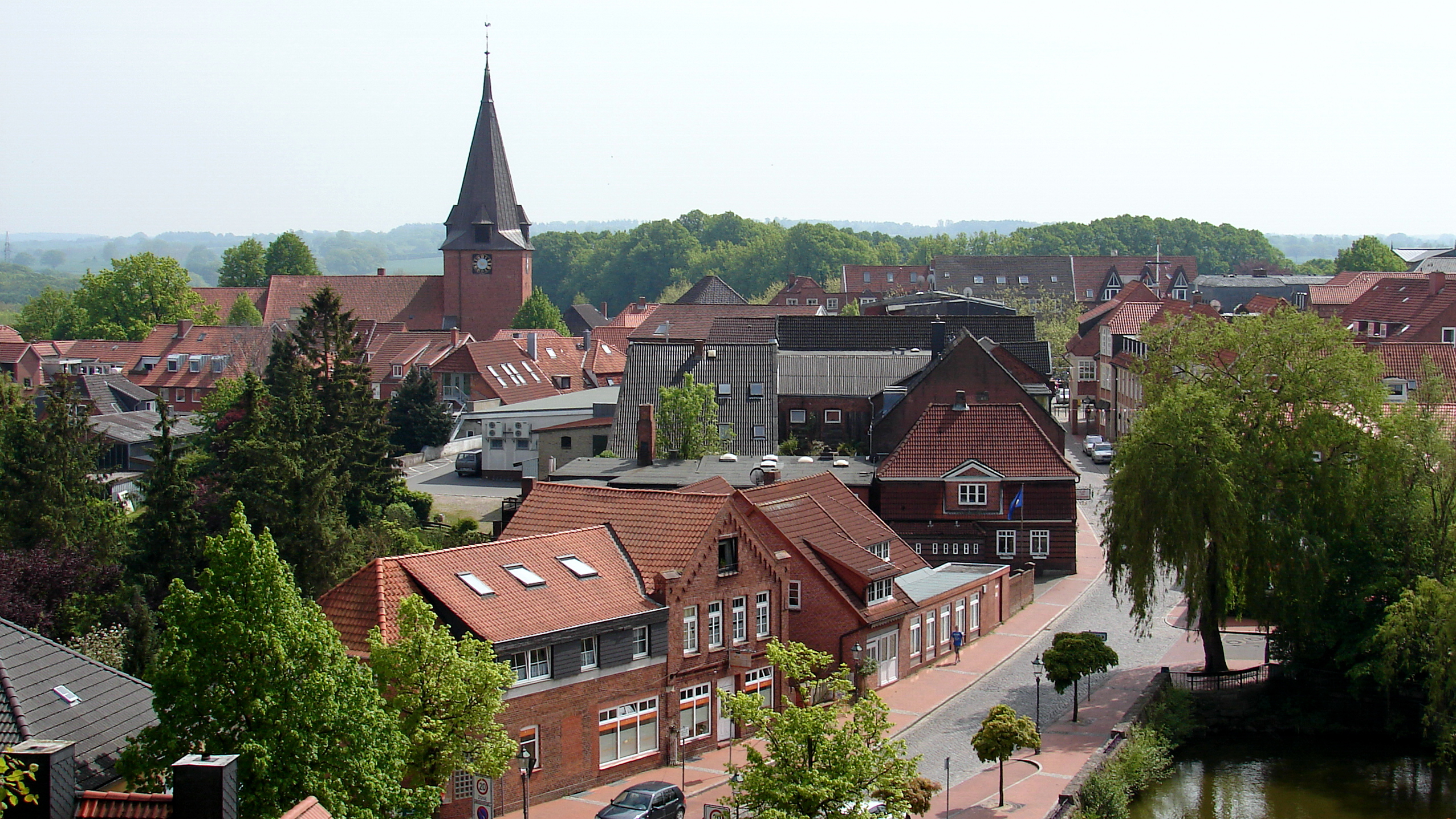
Lütjenburg 2012

In der Umgebung von Lütjenburg findet man mehrere Bodendenkmale, die auf die slawische Besiedelung der Region durch den Stamm der Wagrier hinweisen. Das ältere dieser Bodendenkmale mit der Bezeichnung „Hochborre“ liegt in der Gemeinde Blekendorf am Sehlendorfer Binnensee am Rande einer feuchten Niederung. Hier verblieb als Rest einer slawischen Burganlage aus dem Frühmittelalter ein Burgwall von 30 m Durchmesser. Es wird angenommen, dass die Wagrier die Burganlage etwa um das Jahr 700 errichtet und bis etwa 1130 genutzt haben.
Möglicherweise ebenfalls ins 8. Jahrhundert nach Chr. wären die Überreste des Ringwalles einer Slawenburg am Ostufer des Selenter Sees einzuordnen, die 800 m nördlich der Kreuzung der B 202 mit der L 259 im Jahre 2013 wiederentdeckt und von der Marius-Böger-Stiftung erworben wurde.
Reste einer slawischen Höhenburg mit dem Namen „Alte Burg“ (Stöfs 1) sind auf einem bewaldeten Höhenzug nördlich von Lütjenburg zu finden, der sich vom südöstlichen Ufer des „Großen Binnensee“ in diesen hinein erstreckt. Am Fuße seines Steilhanges verläuft der Fluss „Kossau“, der am Ende des halbinselförmigen Steilhangs in den Binnensee einmündet. Auf dem geneigten Hochplateau des Steilhanges verblieb als Rest der Burganlage ein doppelter Halbkreiswall, ein äußerer Vorwall mit einem Durchmesser von 240 m und ein innerer Hauptwall mit einem Durchmesser von 120 m, mit einem Abstand von 60 m. Zwischen beiden Wällen liegt ein Grabhügel aus der Bronzezeit, am Steilhang zur Kossau ein Grabhügelfeld aus slawischer Zeit. Grabungen im Jahre 1959 von Karl Hucke, Museumsleiter des Kreismuseums Plön 1955–1976, führten nicht zum Nachweis einer Kulturschicht – es waren aber Pflugspuren aus slawischer Zeit archäologisch nachweisbar. In den Wallanlagen der Burg Stöfs 2, die sich an die Alte Burg in Richtung Binnensee anschließen, wurden Scherben aus dem 9. bis 10. Jahrhundert nach Chr. gefunden, so dass eine zeitliche Einordnung beider Burgen möglich erscheint.
Ein archäologisches Denkmal aus der Zeit der deutschen Kolonisation Wagriens ist mit dem Großen Schlichtenberg im Bereich des Gutes Futterkamp in der Gemeinde Blekendorf gelegen. Es handelt sich hier um eine Burganlage vom Charakter eines Herrensitzes, deren erste Besiedelungsphase in die Zeit um 1200 zurückzudatieren ist. Die Burganlage wurde auf einer zwei bis drei Meter hohen Moränenkuppe am Rande einer Niederungswiese mit Wall- und Grabensystem sowie einer gutsähnlichen Gebäudeformation aus Wohn- und Wirtschaftsgebäuden errichtet und hatte in dieser Form bis etwa 1300 Bestand. Funde belegen den militärischen Charakter der Anlage und zeugen von Handwerk und Handel mit dem Umland. Die Burgherrschaft konnte die Burg in der zweiten Besiedelungsphase unter Verstärkung der Wehranlagen bis etwa 1400 halten und übersiedelte in der Folge zum Gutsplatz Futterkamp, der für 1433 erstmals bezeugt wurde.
Das Gebiet Holstein nördlich der Elbe bis zur Eider (Nordalbingien) und westlich von Wagrien gehörte im 8. Jahrhundert zum Siedlungsgebiet der Sachsen, und zwar der Stämme der Holsaten bzw. Holsten, Stormaren und Dithmarscher. Das Herzogtum Sachsen, das vom Niederrhein bis an die Eider reichte, war von Karl dem Großen im Verlauf der Sachsenkriege (772–804) in das Fränkische Reich eingegliedert worden. Nordalbingien/Holstein wurde ab 811 fränkisches Reichslehen und war durch den Limes Saxoniae von Wagrien und Polabien getrennt. Nördlich der Eider siedelten die Friesen und die Dänen; der Landesteil Schleswig wurde ab dem Jahre 1200 dänisches Reichslehen. Ab dem 10. Jahrhundert gab es von Nordalbingien aus Bemühungen um die Christianisierung und Kolonisierung von Wagrien und Polabien, die bis zur Unterwerfung der Wagrier und Polabier in den Jahren 1138/1139 andauerten. Ab Mitte des 12. Jahrhunderts wurden Wagrien und Polabien von Holstein aus unter der Anleitung von „Lokatoren“ wiederbesiedelt. Unter dem Sachsen-Herzog Heinrich dem Löwen (1129/1133 bis 1195) wurde das Gebiet Holstein im Verlaufe des „Wendenkreuzzuges“ (ab 1147 bis 1160) um die lauenburgischen Teile von Mecklenburg erweitert.
Die Geschichte Lütjenburgs begann mit einer befestigten Siedlung der Wagrier, die von Saxo Grammaticus Liutcha und von Helmold von Bosau Lutilinburg genannt wurde; sie lag vermutlich am großen Binnensee (Wallanlagen Alte Burg von Stöfs) und/oder am Sehlendorfer Binnensee (Wallanlage Hochborre/Hochborm bei Sechendorf und Futterkamp). Die Binnenseen konnten als Häfen dienen; die Wagrier haben sie für Raubzüge nach Dänemark genutzt. Das führte 1113 zu einem (erfolglosen) dänischen Flottenangriff auf Liutcha. Es kam wiederholt auch zu wagrisch-slawischen Einfällen in die holsteinisch-sächsischen Gebiete westlich des limes Saxoniae. Durch die Feldzüge Heinrichs von Badewide und des holsteinischen Overboden Marcrad I. wurden die Wagrier um 1138/39 schließlich besiegt und unter deutsche Herrschaft gebracht.
Im Rahmen der Kolonisations- und Missionierungsbemühungen Adolfs II. von Schauenburg wurde etwa 1156 die erste Lütjenburger Kirche errichtet, jedoch nicht bei der alten wagrischen Siedlung, sondern etwas landeinwärts am Kreuzungspunkt zweier Verkehrswege. Im Jahre 1163 fand Bischof Gerold von Oldenburg/Lübeck bereits eine kleine Ansiedlung deutscher Siedler bei der Kirche vor. Die Siedlung entwickelte sich als Rast- und Marktort und erhielt vermutlich noch von Adolf IV. von Schauenburg die Stadtrechte (vor 1238) gemäß dem Lübischen Recht. Zu diesem Anlass wurde mit der Errichtung des heutigen Kirchbaus begonnen. Es ist die älteste Backsteinkirche im Ostseeraum, zunächst hieß sie wohl St. Blasius, seit der Reformation St. Michaelis.
Die Wirtschaft der Stadt basierte auf Landwirtschaft, Handwerk und Handel, jedoch behinderte das Fehlen eines Hafens sowie die Konkurrenz benachbarter Städte wie Kiel (gegründet um 1240), Neustadt in Holstein (gegründet um 1244) und Heiligenhafen (gegründet um 1250) die Entwicklung des Handels erheblich. Aus diesem Grund gab es wiederholt Pläne, die Stadt an die Ostsee zu verlegen, wozu es letztlich jedoch nicht kam. Die wirtschaftliche Lage Lütjenburgs war schließlich so angespannt, dass Adolf VII. 1373 der Stadt eine fünfjährige Steuerbefreiung aussprach, was sehr ungewöhnlich war.

### Neuzeit
Um 1497 gab die dänische Krone, der das Herzogtum Schleswig und das Herzogtum Holstein seit 1460 unterstanden, Lütjenburg als Erbbesitz an Hans Rantzau (1477–1522), den Gutsherrn auf Neuhaus (bei Giekau). Das Verhältnis zwischen der Stadt lübschen Rechts und ihren neuen adligen Herren war oft gespannt; in der Grafenfehde, einem Krieg Lübecks gegen Dänemark (und damit auch gegen die als dänische Statthalter und Heerführer fungierenden Rantzaus) 1534–1536, schlug sich Lütjenburg auf die Seite Lübecks. Zur Strafe dafür wurde die Stadt in einem Vertrag von 1545 zu Frondiensten für Gut Neuhaus verurteilt. Die fortgesetzten Konflikte zwischen Lütjenburg und Neuhaus wurden von nun an hauptsächlich auf juristischem Wege ausgetragen, wobei die Stadt mit ihrem Versuch, ihre Gerichtshoheit zu verteidigen, scheiterte.
Ferner klagte die Stadt über die Beeinträchtigung ihrer Landwirtschaft durch Jagdtätigkeit des auf den umliegenden Gütern (Neuhaus, Neudorf, Helmstorf, (Water-)Neversdorf, Panker, Hohenfelde, Kletkamp, Klamp) wohnenden Adels, während der Adel seinerseits den Lütjenburgern Diebstahl von Holz vorwarf. Andererseits waren die Lütjenburger Händler auf die Zustimmung der Gutsbesitzer angewiesen, um über Hohwacht Seehandel betreiben zu können.
Im Dreißigjährigen Krieg besetzte 1627 ein kaiserliches Heer die Stadt und plünderte sie; 1643 zahlte Lütjenburg dem schwedischen General Torstensson 1000 Reichstaler (eine sogenannte Brandschatzung), um eine neue Besetzung zu vermeiden. Überdies verwüsteten 1633 und 1645 Feuersbrünste die Stadt.
1639/42 wurde Lütjenburg von den Rantzaus an den Reichsgrafen Christian von Pentz, den Gouverneur von Glückstadt, abgetreten, im Tausch gegen Großenbrode und Gut Klausdorf. Der neue Besitzer verkaufte die Stadt sowie das Gut Neudorf bereits 1642 dem dänischen König Christian IV. Infolge der sich auch nach 1648 fortsetzenden Kriegswirren war die Stadt schließlich so hochverschuldet, dass Christian V. 1696 ihren Konkurs erklärte.
Während des Nordischen Krieges fiel 1713 der schwedische General Stenbock in Holstein ein; Lütjenburg musste erneut eine Brandschatzung von 2000 Reichstalern aufbringen. Danach blieb es bis zu den Napoleonischen Kriegen weitgehend friedlich und allmählich setzte ein bescheidener Aufschwung ein. Eine Volkszählung im Jahr 1769 ergab 1006 Einwohner. 1813–1815 war Holstein durch ein schwedisch-preußisch-russisches Heer besetzt, was auch für Lütjenburg umfangreiche Einquartierungen bedeutete.
„Ab dem 18. Jahrhundert erstarkten (in Lütjenburg) mehr und mehr die Handwerkszünfte; die Schützen- und Totengilde wurde im Jahre 1719 wieder gegründet - 1769 zählte man 124 Handwerksmeister in der Stadt. Es waren viele verschiedene Handwerkszweige in der Stadt vertreten: `Eine im Stadtarchiv aufbewahrte Liste der Gewerbetreibenden von 1855 zählt´ 40 Handwerkszweige auf, dazu die Kaufleute (14), Fuhrleute (78), die Tagelöhner (63) und den Scharfrichter.“

### 19. Jahrhundert
Im Jahre 1826 vernichtete ein von der Windmühle ausgehendes Großfeuer etwa ein Drittel der Stadt, darunter auch den Kirchturm; der geschnitzte Hochaltar von 1467 blieb jedoch verschont. Die Windmühle wurde rasch wieder aufgebaut, da sie die Abhängigkeit von der Wassermühle des Gutes Helmstorf verringerte; 1929 brannte sie erneut ab.
Die Schleswig-Holsteinische Erhebung (1848–1851) kostete fünf Lütjenburgern das Leben und Bürgermeister Ludwig Wyneken das Amt, aus dem ihn die dänische Obrigkeit wegen Zweifeln an seiner Loyalität entfernte. Mit dem Ende der dänischen Herrschaft 1864 wurde er jedoch wieder eingesetzt. 1867 wurde Schleswig-Holstein preußische Provinz. Dass Bürgermeister Wyneken vom Ministerium für Holstein und Lauenburg der dänischen Regierung im Jahre 1853 seines Amtes „entsetzt“ wurde, ging auf seinen Bericht über die in Lütjenburg „bestehenden öffentlichen Vereine“ und über deren Vereinsleben in den Jahren 1848/50 zurück. „Als `völlig belanglos…ohne politische Tendenzen´ charakterisierte er die Schützen- und die Beliebungsgilde von 1719, den `Spar- und Leihcassenverein´ von 1828, die Liedertafel von 1841, den `Club bei Walbaum´, einen Kartenclub, nach dem Gastwirt benannt, bestehend aus `angesehneren´ Lütjenburgern sowie Pächtern und Verwaltern aus der Umgegend, ferner die `Vereinigung zu den vier Bällen´ (Tanzvergnügen) beim Gastwirt Böteführ. Als nicht öffentliche Vereinigungen fügte Wyneken die einmal monatlich tagende `Lehrer-Conferenz´ hinzu und den aus Kandidaten der Theologie des Orts und der Umgebung bestehenden `s.g. theologischen Verein´. Ausführlich behandelte der Bürgermeister dann den `Bürgerverein´, auf den es die Regierung auch hauptsächlich abgesehen hatte, der aber jetzt nur noch formell bestand und seit drei Jahren keine regelmäßigen Zusammenkünfte mehr veranstaltete.“ Wyneken schilderte den Lütjenburger Bürgerverein dahingehend, dass er `gemäßigt´ und seine politische Haltung als allgemein `konstitutionell-monarchisch´ und nie mit `eigentlich demokratischen oder gar republikanischen Tendenzen´ behaftet sei. Nach seiner `Entsetzung´ erhielt er „eine Allerhöchste Bestallung als Justitiar über mehrere Güter“ (z. B. Ehlerstorf, Neuhaus, Kletkamp), die er bis zum Ende der dänischen Herrschaft im Jahre 1864 ausüben konnte.
Neue Vereine in Lütjenburg ab 1853:
- Gesellen-Verein Lütjenburg (Versammlungsort und Gesellenherberge seit 1786 im „Kaisersaal“)
- 1860: Gewerbeverein, von Handwerkern gegründet
- 1861: Lütjenburger Männerturnverein, ab 1896 mit Damenriege
- 1866: Freiwillige Feuerwehr, als Turn-Feuerwehr gegründet
- 1870/71: Vaterländischer Frauenverein, aus Hilfs- und Pflegeverein der Kriegszeit hervorgegangen („Verein zur Pflege im Felde verwundeter und erkrankter Krieger“)
- 1872: „Wagrisch-landwirtschaftlicher Verein“: Landwirtschaftliche Fortbildung und Wander-Tierschauen
- 1873: „Allgemeiner Deutscher Maurer- und Steinhauer-Verein“, Zweigverein Lütjenburg, und „Deutscher Zimmerer-Bund“
- 1874: „Allgemeiner Deutscher Arbeiterveerein“ (ADAV): Örtlicher Stützpunkt mit „Bevollmächtigtem“
- 1900: Radfahrerverein „Vorwärts“
- 1900: Fechtverein
- 1900: Obst- und Gartenbau-Verein für Lütjenburg und Umgegend
- 1900: Geflügelzuchtverein
- 1900: Imkerverein für Lütjenburg und Umgebung
- 1904: Plattdütsch-Vereen „Fast un Tru“ mit plattdeutschen Lesungen und Laien-Theater („De Bottermelkskrieg to Lüttkenborg“)
- 1905: „Arbeiter-Radfahrverein“ (1905–1911)
- 1906: „Pfeifenklub Wohlbekomms“ (1906–1911)
- 1907: Fußballverein „Victoria“
- 1909: Jungmänner-Verein (sonntägliche Betreuung von Handwerkslehrlingen)
- 1912: Gemischter Chor für Damen und Herren (Übungsabende im Hotel „Stadt Hamburg“)
- 1912: Jungfrauen-Verein (Einübung von Geselligkeit und Unterhaltung)
- 1912. Konsumverein: Bezug verbilligter Waren für eingetragene Genossen
- Militär-Vereine: „Kampfgenossen von 1848/50“, „Kampfgenossen 1870/71“, „Militärische Kameradschaft“ (Reservistenverein)
- Post-Unterbeamten-Verein
- Theater-Verein „Thalia“: Laienschauspiel-Aufführungen im „Kaisersaal“, Gastspiele Kieler und Lübecker Schauspieler
- Verein junger Kaufleute zu Lütjenburg
- Verschönerungsverein[25]

### 20. und 21. Jahrhundert
Gegen Ende des 19. Jahrhunderts erlebte die Wirtschaft der Stadt einen beachtlichen Aufschwung, insbesondere seit der Eröffnung der Eisenbahnlinie nach Malente 1892. Eine weitere Bahnstrecke, die Kleinbahn Kirchbarkau-Preetz–Lütjenburg, folgte 1910; sie führte zum Ende des Seehandels über Hohwacht. Per Bahn wurden u. a. Vieh, Fleischprodukte und Holz exportiert.
Auch der Personenverkehr war ein bedeutsamer Wirtschaftsfaktor; auf der Strecke nach Malente verkehrten täglich fünf bis sechs Personenzüge. Erst 1931 wurde die Straße nach Kiel fertiggestellt (heute Teil der Bundesstraße 202), wodurch Lütjenburg an den Kieler Wirtschaftsraum angeschlossen wurde, nach jahrhundertelanger Ausrichtung nach Lübeck.
Infolge der Industrialisierung entstanden erste Arbeitervereine. Die Lokalpolitik blieb jedoch konservativ geprägt; bis 1918 gab es keine sozialdemokratischen Stadtverordneten. Der wirtschaftliche Aufschwung kam während des Ersten Weltkrieges zum Erliegen. Die Stadt stellte eine Landsturmkompanie sowie eine Küstenschutzkompanie (in Hohwacht stationiert). 168 Soldaten aus Lütjenburg, bzw. den zugehörigen Dörfern und Höfen, fielen im Krieg.
Ende 1930 wurde eine NSDAP-Ortsgruppe in Lütjenburg gegründet; bei der Reichstagswahl vom 5. März 1933 entfielen bereits 52,5 % der Stimmen auf die NSDAP. Bürgermeister Ulrich Günther konnte nach der Machtergreifung im Amt bleiben, da er rechtzeitig in die Partei eingetreten war.
Während des Zweiten Weltkriegs unterhielt das Marinearsenal Kiel optische Werkstätten in Lütjenburg. Etwa 170 Lütjenburger Soldaten fielen im Verlauf des Krieges. Am 6. Mai 1945 besetzten Truppen des VIII. Korps der britischen 2. Armee kampflos die Stadt. Die Briten zogen sich jedoch bald wieder zurück, da in Ostholstein das Sperrgebiet F, genannt „Kral“, eingerichtet wurde, ein provisorisch weiterhin von der Wehrmacht verwaltetes Gebiet, in dem bis zu 750.000 ehemalige deutsche Soldaten interniert wurden. Kommandant des Gebiets war Wilhelm-Hunold von Stockhausen (1891–1964). Etwa 450 Internierte waren in Lütjenburg untergebracht.
Im November 1944 wurde in Hohwacht (Ostsee) an der Ostsee bei Lütjenburg das Außenlager des Konzentrationslagers (KZ) Lütjenburg-Hohwacht errichtet. Die Bewachung übernahmen ältere Wehrmachtssoldaten, die zur SS überstellt worden waren. Der Lagerführer war SS-Hauptscharführer Jonny Gätjens.  200 Häftlinge waren aus dem KZ Buchenwald über das Stammlager KZ Neuengamme und nach einer mehrtägigen Quarantäne von dort am 16. November nach Hohwacht gebracht worden. Sie mussten im ausgelagerten Werksteil des Kieler Betriebes Anschütz GmbH Navigationsgeräte (Kreiselkompasse) für die von der NS-Propaganda zur „Wunderwaffe“ erklärten V2-Rakete produzieren. Die Häftlinge waren in einem ehemaligen Barackenlager der Luftwaffe untergebracht, das unmittelbar an der Ostsee lag. Sie wurden auf drei Baracken aufgeteilt, vier weitere wurden als Werkstätten genutzt. Ferner waren in demselben Lager auch 300 Zwangsarbeiter aus 12 Nationen untergebracht.
Im Jahr 1950 betrug die Bevölkerung 4860 Einwohner, wovon 2326 Heimatvertriebene aus den Ostgebieten waren. Ein Großteil der Vertriebenen siedelte sich
dauerhaft an; 1961 gab es 77 von Vertriebenen neugegründete Wirtschaftsbetriebe, denen 157 einheimische Betriebe gegenüberstanden.
1970 wurde in Lütjenburg ein SOS-Kinderdorf eröffnet, das zwölfte in Deutschland.
Die Eröffnung der Schill-Kaserne der Bundeswehr im Jahr 1962 bewirkte einen weiteren Anstieg der Bevölkerung um etwa 1000 Menschen. In Lütjenburg war das Flugabwehrlehrregiment 6 der Bundeswehr beheimatet und mit etwa 950 Soldaten stationiert. Ende 2012 wurde die Kaserne geschlossen. 2013 sollte die Liegenschaft von der Bundeswehr an die Bundesanstalt für Immobilienaufgaben abgegeben werden. Das Gelände diente während der Flüchtlingskrise in Deutschland 2015/2016 von Dezember 2015 bis Juli 2016 als Erstaufnahmeeinrichtung für bis zu 1.000 Flüchtlinge. Nach der Schließung der Unterkunft im Jahr 2017 erstellte die Stadt Lütjenburg den Bebauungsplan Nr. 66, der die Umwandlung des Geländes in ein urbanes und gewerbliches Gebiet vorsah. Zahlreiche Gebäude der ehemaligen Kaserne wurde in der Folge abgerissen. Die Stadt erwarb große Teile des Geländes vom Bund und verkaufte sie an Bauwillige für Wohnprojekte weiter.
Zum 1. Januar 2008 ist die bis dahin amtsfreie Stadt dem Amt Lütjenburg-Land beigetreten, das seinen Namen daraufhin in Amt Lütjenburg geändert hat.
Im Jahr 1998 erwarb die Stadt Lütjenburg auf Initiative von Bürgermeister Günter Marsula das 3000 m² große Nienthaler Scheunengelände mit der „Großen Auffahrtscheune“ und der „Kleinen Scheune“, um den „Naturerlebnisraum Hessenstein“ zu beleben. Die „Kleine Scheune“ diente bis 2006 als Werkstatt für die therapeutische Wohn- und Arbeitsgemeinschaft Vitalis e. V., danach als Museumsgebäude des Schleswig-Holsteinischen Eiszeitmuseums. Die „Große Auffahrtscheune“ wurde zunächst dem Verein „Land-Leben“ als Vereinssitz und Veranstaltungsort überlassen und ab 2005 von der MEN-gGmbH für das „Geowissenschaftliche und energietechnische Zukunftszentrum Mensch - Energie - Natur (MEN)“ genutzt. Das geplante Projekt, eine Mischung aus Erlebniscenter und modernem naturkundlichem Museum, scheiterte 2007 an den hohen Kosten (7,35 Mio. €) und daran, dass sich in der Stadtvertretung der Stadt Lütjenburg keine Mehrheit für eine Bürgschaftsübernahme der Stadt für Fördergelder der EU und des Landes, einer sog. „Patronatserklärung“, fand. Die MEN-gGmbH wurde 2014 aufgelöst, und das Projekt aufgegeben.
Im Oktober 2017 wurde die Stadt dadurch bekannt, dass sie von einem Landwirt 217.000 € für eine Anlieger-Beteiligung an einem Straßenneubau forderte. Das Verwaltungsgericht Schleswig reduzierte die Forderung auf 189.000 €, bestätigte jedoch im Grundsatz die Forderung. Der Vorfall führte zu einer generellen Kritik an der Umlage von Straßenbaukosten auf Anlieger in Schleswig-Holstein.

### Geschichte der Ackerbürger in Lütjenburg
Lütjenburg war seit seiner Stadtwerdung im Mittelalter und bis in die späte Neuzeit hinein über 600 Jahre lang eine Ackerbürgerstadt. Viele Bürger betrieben zusätzlich zu ihrer Tätigkeit als Brauer, Brenner, Gastwirt, Schlachter oder Viehhändler nebenberuflich Landwirtschaft. Die wirtschaftlich erfolgreichsten Gewerbe, die in Kombination mit Ackerbau betrieben werden konnten, waren Bierbrauen und Branntweinbrennen. Um 1800 sollen sieben, 1820 elf und 1848 neun Kornbranntwein-Brennereien in der Stadt bestanden haben. Größere Ackerbürgerhöfe, die zum Teil bis in die Neuzeit hinein Bestand hatten, waren in der Gemarkung Lütjenburg der Landwirtschaftsbetrieb mit Brennerei C. F. Bandholtz (1823–1929), der Lütjenburger Hof mit der Brauerei und Brennerei D. H. Boll und den Nachfolgefamilien Hinselmann und Lehmann-Hinrichs (1824 bis in die Gegenwart), der Alte Posthof (Familien Krüger 1769–1783, Bein 1783–1824, Wyneken 1851–1894, Schellhorn 1895–1995, Anders Immobilien KG ab 1996) und der Hof Nienthal (Familien Bein 1797–1833, Hansohm 1834–1867, Wyneken 1867–1931, Maas 1932–1959, Albert 1959 bis in die Gegenwart).

## Religion
Älteste Kirche im Ort ist die evangelisch-lutherische Kirche St. Michaelis, eine der ältesten Backsteinkirchen im Ostseeraum – ihr Bau wurde erstmals 1156 erwähnt, damals dem Heiligen Blasius gewidmet. Als Backsteingebäude wurde sie ursprünglich in romanischem Stil erbaut und in den folgenden Zeitepochen durch Erweiterungen und Elemente der Frühgotik, Spätgotik und Renaissance verändert. Bedeutende Elemente der Kirche sind der Taufstein, der so alt ist wie die Kirche, das Triumphkreuz aus dem 15. Jahrhundert, der Altar aus dem Jahre 1467, die Kanzel und das Reventlow-Grabmal aus dem Jahre 1608, die „Patronatsgestühle“ von Adelsfamilien der Umgebung aus dem Ende des 17. und Anfang des 18. Jahrhunderts, die Orgel von Klaus Becker aus dem Jahre 1968 und die Bronzeglocken aus Karlsruhe aus dem Jahre 1995. Die „Patronatsgestühle“ sind den „Patronatsfamilien“ von Buchwaldt, Helmstorf, von Buchwaldt, Neudorf und von Waldersee, Waterneverstorf zuzuordnen. Das Kirchengebäude wurde mehrfach restauriert und renoviert. Im Jahre 1847 wurde auf die Außenfassade ein grauer Zementputz auf die 700 Jahre alte Backsteinfassade aufgebracht, der im Rahmen der Erneuerungsarbeiten in den Jahren 1951–1956 wieder entfernt wurde. Auch im Innenraum der Kirche wurden die Backsteinwände zum Teil wieder freigelegt. Eine weitere Restaurierung des Innenraumes erfolgte im Jahre 1981. Das verwitterte Schieferdach des Kirchturmes wurde im Jahre 1996 durch ein Kupferdach ersetzt. Im Jahre 1956 konnte die 800-Jahr-Feier begangen werden, aus deren Anlass die Festschrift „Aus der Geschichte der Lütjenburger Kirche“ herausgegeben wurde.
Über Themen zur Ausstattung und Geschichte der St. Michaeliskirche zu Lütjenburg sowie des Kirchenkreises Plön / Plön-Segeberg wurden von Pastor Walther Knoke (Pastor in Lütjenburg 1961-1995) im „Jahrbuch für Heimatkunde Kreis Plön“ eine Reihe von Artikeln veröffentlicht (1978–2014):
- Jahrbuch VIII: Die geschichtliche Funktion des Kirchenpatronats im Gebiet des Kreises Plön
- Jahrbuch IX: Die Propstei Plön am Ende des vorigen Jahrhunderts
- Jahrbuch XII: Neues von der Lütjenburger Kirche
- Jahrbuch XIV: Die Seitenkapelle der Lütjenburger Kirche
- Jahrbuch XV: Das restaurierte Altarbild in Kirchnüchel als Beispiel eines lutherischen Abendmahlsbildes
- Jahrbuch XVI: Zur Geschichte einer neuen Kirche – 25 Jahre Kirche Hohwacht
- Jahrbuch XVIII: Das Triumphkreuz in der Lütjenburger Kirche und die Anordnung der Evangelistenzeichen daran
- Jahrbuch XVIII: Ein Lütjenburger Pfarrhaus aus der Goethezeit
- Jahrbuch XX: Von Sophienhof zum Victoriasee – Zum Gedenken an Ernst Johanssen
- Jahrbuch XXIV: Der Ursprung der hohen Stühle in der Lütjenburger St.-Michaeliskirche – Eine Berichtigung
- Jahrbuch XXXI: Ein authentisches Zeugnis vom Stadtbrand in Lütjenburg 1826
- Jahrbuch XXXV: Der Kirchenkreis Plön im Nationalsozialismus
- Jahrbuch XXXVII: Der wiederbeschaffte Lütjenburger Altarleuchter
- Jahrbuch XXXVIII: Die Lütjenburger Kirche in evangelischer Zeit
- Jahrbuch XL: 750 Jahre St.-Marien-Kirche zu Kirchnüchel – Von der Christianisierung bis zur Gegenwart
- Jahrbuch XLIII: Geschichtliches zur Blekendorfer Kirche
- Jahrbuch XLIV: Propst D. Faust und das adlige Kirchenpatronat

Eine Römisch-Katholische Kirchengemeinde gibt es in Lütjenburg erst seit dem 1. Januar 1946, als ein „Flüchtlingsseelsorger“ seine Tätigkeit als „Flüchtlingspfarrer“ aufnehmen konnte. Flüchtlinge und Heimatvertriebene aus dem Ermland (Ostpreußen), aus Westpreußen und aus Schlesien hatten zu großem Anteil katholische Konfession und suchten nach gottesdienstlicher und seelsorgerischer Betreuung. Da es jedoch kein Gotteshaus für die katholische Gemeinde gab, wurden katholische Gottesdienste zunächst in der Evangelisch-Lutherischen Kirche St. Michaelis abgehalten. Die dafür erforderlichen Mietzahlungen wurden vom Bischöflichen Generalvikariat in Osnabrück auf Bitte des Bonifatius-Vereins geleistet, dem Schutzengelverein für die Diaspora. Eine Kirche als einfacher roter Ziegelsteinbau mit Satteldach, Sakristeivorbau und Glockenturm konnte im Jahre 1957 am Amakermarkt errichtet werden. In den Jahren 1986/87 wurde der Bau um ein Gemeindezentrum erweitert. Die offizielle Weihe als St.-Bonifatius-Kirche fand im Jahre 1958 statt.
Nach dem Zweiten Weltkrieg sammelten sich in Lütjenburg auch Anhänger der Evangelisch-Freikirchlichen Gemeinde („Baptisten“, „Täufer“) und feierten zunächst Hausgottesdienste in Hausgemeinschaften, bis ihnen von der Evangelischen Landeskirche im Jahre 1950 die Seitenkapelle der St. Michaeliskirche zur Verfügung gestellt wurde. Im Jahre 1964 gelang es ihnen, ein eigenes Gotteshaus in der Straße „Auf dem Kamp“ zu errichten und einzuweihen, das 1999 erweitert werden konnte. Gründer der Gemeinde waren Flüchtlinge bzw. Heimatvertriebene aus Ostpreußen, die in die Region Lütjenburg „zugewandert“ waren.
Seit 1946 gibt es weiterhin eine kleine Gemeinde der Neuapostolischen Kirche in Lütjenburg, die nach jahrelanger, mehrfacher Raumsuche in Lütjenburg und Umgebung neben der früheren Feuerwache in der Pankerstraße im Jahre 1982 einen Kirchbau für Gottesdienste durchsetzen konnte. Gründer der Gemeinde waren Flüchtlinge/Heimatvertriebene aus Pommern und Ostpreußen, die in Lütjenburg eine neue Heimat gefunden haben.
Im Herbst 1949 wurde in Lütjenburg auch eine kleine Gemeinde der Zeugen Jehovas gegründet, die nach mehreren Ortswechseln (Privatwohnungen, Neverstorfer Straße, Pankerstraße) ein geeignetes Grundstück im Gewerbegebiet „Am Hopfenhof“ fand, um dort einen endgültigen Standort für einen „Königreichssaal“ als Versammlungsstätte einzurichten. Auch die Gründer dieser Gemeinde waren Flüchtlinge/Heimatvertriebene aus Ostpreußen.

## Politik

### Stadtvertretung
Die Wahl 2023 ergab folgendes Ergebnis:
| Stadtvertretungswahl Lütjenburg 2023Wahlbeteiligung: 44,7 % 50403020100 43,2 %22,6 %16,7 %9,9 %7,7 % CDUSPDGrünePULZLinkeGewinne und Verlusteim Vergleich zu 2018 %p 6 4 2 0 −2 −4−2,9 %p−2,1 %p−1,3 %p+5,4 %p+1,0 %pCDUSPDGrünePULZLinke | Sitzverteilung in der Stadtvertretung Lütjenburg seit 2023Insgesamt 23 Sitze - Linke: 2 - SPD: 5 - Grüne: 4 - PULZ: 2 - CDU: 10 |

### Bürgermeister
Seit 1802 hatte der Ort folgende Bürgermeister:
- 1802–1834: Christian August Henrici
- 1834–1853: Ludwig Friedrich August Wyneken
- 1853–1864: Hartmuth Brinkmann (Übergangsbürgermeister)
- 1864–1867: Ludwig Friedrich August Wyneken
- 1868–1893: Adolf von Weyhe
- 1893–1919: Hermann Ronneberg
- 1919–1921: Johann Carl Bosse
- 1921–1924: Heinrich Witte
- 1927–1934: Ulrich Günther (NSDAP)
- 1935–1945: Georg Stücker (NSDAP)
- 1945–1945: Werner Wolff (9. Juni bis 6. November 1945)
- 1945–1946: Friedrich Andreas
- 1946–1946: August Voß (SPD)
- 1946–1950: Otto Maack (CDU)
- 1950–1956: Hermann-Ernst Günther (CDU)
- 1956–1978: Friedrich Wilhelm Voges (CDU)
- 1978–1978: Henning Koch (21. Juli–13. November 1978) (CDU)
- 1978–1996: Ralf Schmieden (CDU)
- 1996–2002: Günther Marsula
- 2002–2006: Silke Lorenz
- 2006–2007: Thomas Hansen
- 2008–2012: Lothar Ocker (CDU)
- seit 2013: Dirk Sohn (CDU)

Im September 2012 wurde Dirk Sohn (CDU) von der Stadtvertretung zum hauptamtlichen Bürgermeister gewählt. Lütjenburg ist damit eine der wenigen schleswig-holsteinischen Kommunen, die von der 2012 noch gültigen Regelung Gebrauch gemacht haben, dass Gemeinden ohne eigene Verwaltung mit mehr als 4000 Einwohnern einen hauptamtlichen Bürgermeister bestimmen können. Bei der Bürgermeisterwahl am 9. Juni 2024 wurde er mit 74,7 Prozent Ja-Stimmen zu 25,3 Prozent Nein-Stimmen wiedergewählt.

### Bürgervorsteher
Nach der Gemeindeordnung für Schleswig-Holstein aus dem Jahre 2003 werden in Gemeinden mit hauptamtlichem Bürgermeister ehrenamtlich tätige Mitglieder der Gemeindevertretung zu deren Vorsitz als Bürgervorsteher gewählt.
- 1919–1924 Max Boll,
- 1924–1933 Paul Bertheau,
- 1933–1945 Hinrich zur Heiden,
- 1950–1951 Paul Wauter,
- 1951–1955 Fritz Schulz,
- 1955–1958 Albert Kusche,
- 1958–1959 Heinrich Stein,
- 1959–1962 Herbert Beer,
- 1962–1974 Heinrich Stein,
- 1974–1982 Erich Sehnke,
- 1982–1988 Bernd Lange,
- 1988–1990 Volker Zillmann,
- 1990–2003 Harald Brandt,
- 2003–2005 Volker Zillmann,
- 2005–2007 Lothar Ocker,
- 2013–2021 Siegfried Klaus,
- seit 2022 Jutta Zillmann.

### Wappen
Blasonierung: „In Blau über grün-silbernen Wellen eine durchgehende, torlose silberne Zinnenmauer, mit breitem Zinnenturm, der ein vierpassförmiges Fenster aufweist und mit zwei auswärts geneigten roten Fähnchen an goldenen Stangen und mit je drei sechsstrahligen goldenen Sternen übereinander besteckt ist; zwischen den Fähnchen ein roter Schild mit silbernem Nesselblatt; beiderseits des Turmes ein sechsstrahliger goldener Stern.“
Das Wappen Lütjenburgs beruht auf dem Stadtsiegel von 1353. Mauern und Türme sind im Mittelalter die üblichen Zeichen für die Rechtsstellung als Stadt. Zugleich repräsentieren sie im Lütjenburger Wappen die namengebende Burg, deren Lage bis heute nicht bekannt ist. Doch bestehen begründete Vermutungen, dass die 1163 erstmals erwähnte „Luttelinburch“ mit der älteren slawischen Burg „Liutcha“ identisch ist. Bischof Gerold von Lübeck ließ kurz nach den Wendenkriegen 1156 in „Lutkenborch“ die heutige Michaeliskirche erbauen. Von Graf Gerhard I. von Holstein 1275 zur Stadt erhoben, entwickelte sich Lütjenburg durch seine verkehrsungünstige Lage ohne Hafen nur langsam zu einem kleinen Marktort für die umliegenden Güter. Ein überliefertes Siegel von 1353 und ein weiteres von 1374 zeigen das bis heute beibehaltene Bildmotiv. Verschiedene Darstellungsformen und Auslegungen haben insbesondere die Fähnchen im Laufe der Jahrhunderte erfahren. Die Sterne sind als Nesselblätter, Kreuzchen oder Rosen interpretiert worden und die Flaggen selbst als Schlüsselbärte oder Federn. Ende des 16. Jahrhunderts fehlte der Schildfuß; auch hatte der Turm Fenster und die Mauer Schießscharten und ein Tor. Trotz dieser darstellerischen Unterschiede ist das Wappenbild bis heute im Wesentlichen gleich geblieben.
Das Wappen wurde vom Brunsbütteler Heraldiker Willy „Horsa“ Lippert gestaltet.

### Flagge
Die Flagge wurde am 25. April 1952 genehmigt.
Die Stadtflagge zeigt auf blauem Grund, der oben und unten von einem schmalen Silberstreifen begrenzt wird, die silberne Burg und den übrigen Stadtwappeninhalt.

### Jugendarbeit
Die (Sport-)Vereine der Stadt erhalten finanzielle Unterstützung für jedes minderjährige Mitglied und es gibt die Möglichkeit der Investitionshilfe bei außergewöhnlichen Projekten oder Anschaffungen. Außerdem hat die Stadt ein Jugendaktionszentrum (JAZ), das von der Arbeiterwohlfahrt betrieben wurde und seit Januar 2018 von städtischer Hand geführt wird. Hier werden verschiedene Kurse und Arbeitsgemeinschaften angeboten. Weiterhin profitiert die Stadt von der offenen Jugendarbeit des SOS-Kinderdorfs, das seine Tore drei Mal pro Woche für Jugendliche öffnet und einen Gemeinschafts- sowie einen Fitnessraum bietet.
Die in der Gemeindeordnung Schleswig-Holsteins geforderte Interessenwahrung der Kinder- und Jugendlichen wird unter anderem durch den „Stadtjugendring Lütjenburg e. V.“ umgesetzt. Dieser betreibt unter anderem (mit Unterstützung der Stadt) auch die „Rollende Spielbude“, einen Wagen mit Gesellschaftsspielen, Mal-Utensilien und einigem mehr. Dieser wird täglich wechselnd auf den Spielplätzen der Stadt abgestellt und steht somit allen Kindern zur Verfügung.
Familien bietet die Stadt Lütjenburg die Unterstützung, Beratung und Begleitung von Jugendlichen durch einen „Stadtpädagogen“ an. Der Kinderferienpass in den Sommer- und Herbstferien erweitert das offene Angebot des Stadtpädagogen, der von seinem Rathaus-Büro aus agiert.
Der Jugendtreff „JEFF“ am Rande des Sportzentrums in der Kieler Straße 38 ist in der Trägerschaft der Stadt Lütjenburg. Dort gibt es den „offenen Treff“ mit vielen Spiel- und Freizeitmöglichkeiten, einen „offenen Bücherschrank“, verschiedene Gruppenangebote und Ferienaktionen, WLAN-Anschluss und auch die Möglichkeit, zu essen. Für pädagogische Beratung und Prävention stehen die Mitarbeiterinnen und Mitarbeiter zur Verfügung. Im Außenbereich gibt es eine Skateranlage mit Basketballkorb und Feuerschale.
Seit November 2022 gibt es wieder einen aktiven Jugendbeirat, der auf politischer Ebene die Interessen der Jugendlichen vertritt.
Zahlreiche Institutionen, Verbände und Vereine bieten Jugendarbeit über ihre Jugendgruppen an:
- Arbeiter-Samariter-Jugend
- DLRG-Jugend der Deutschen Lebensrettungs-Gesellschaft
- Evangelischen Jugend der St. Michaeliskirche
- Jugend-Feuerwehr
- Jugendgruppe des Angelsportvereins
- Jugend-Rot-Kreuz-Gruppe
- Jugendsparte des Reitervereins Lütjenburg-Mühlenfeld
- Jugendsparte des Tanzsportvereins Phönix
- Naturschutz-Jugend des Naturschutzbundes NABU
- Sportjugend des TSV Lütjenburg

### Soziale Stadt
Die Stadt Lütjenburg nimmt teil am Städtebauförderungsprojekt Soziale Stadt. Im Rahmen dieser Maßnahme entscheidet unter anderem der „Beirat Soziale Stadt“ über die Verteilung eines Budgets von 15.000 Euro jährlich für soziale Zwecke. Gefördert werden beispielsweise Projekte der örtlichen Kindergärten und Schulen, „Elternkurse“, Jugendfahrten oder sonstige Aktionen, die den Bürgern der Stadt zugutekommen.
Die Sanierung des nördlichen Gildeplatzes in Lütjenburg wurde zunächst dem Projekt Soziale Stadt zugerechnet, später teilte das Innenministerium des Landes Schleswig-Holstein auf Anfrage der örtlichen Grünen jedoch mit, dass es die Förderkriterien nicht erfüllt sieht.
In Trägerschaft der „Plöner Tafel e. V.“ ist in Lütjenburg die „Lütjenburger Tafel“ tätig. Sie finanziert sich durch Spenden und Mitgliedsbeiträge und wird von Sponsoren mit Geld oder Sachspenden unterstützt. Örtliche Lebensmittelhändler, Bäckereien, Schlachtereien und Gaststätten liefern überschüssige, verzehrfähige Lebensmittel, die an Bedürftige verteilt werden können. Eine Ausgabestelle, die von der Wankendorfer Baugenossenschaft zur Verfügung gestellt wird, befindet sich im Keller des Bäckerhauses an der Ecke Amakermarkt/Oberstraße.

### Vereine und Verbände
Lütjenburg ist Vereinssitz einer Vielzahl von Vereinen und Verbänden, zum Beispiel von Vereinen zur Dokumentation der Stadtgeschichte (Archivkreis), zur Brandbekämpfung (Freiwillige Feuerwehr), zur Förderung der Geselligkeit (Skat Club), zur Kulturförderung (Kultur- und Denkmalpflege, Heimatbund, Kleiner Kulturkreis, Liedertafel, Michaelis-Kantorei), von Museumsvereinen (Freunde der Turmhügelburg, Schleswig-Holsteinisches Eiszeitmuseum), Vereinen, die sich mit Natur und Umwelt beschäftigen (Naturschutzbund, Imkerverein, Kleingärtnerverein), politischen Verbänden (Bündnis 90/Die Grünen, CDU, DGB, Linke, SPD), Sportvereinen (DLRG, Reiterverein Lütjenburg-Mühlenfeld, SC Lütjenburg, TSV Lütjenburg, Tanzsportfreunde, Tennisclub), Vereinen für soziale Belange (Arbeitersamariterbund, Arbeiterwohlfahrt, Deutsches Rotes Kreuz, Förderverein Guatemala, Hospizverein, Sozialverband), Vereinen, die sich mit der Haltung und Nutzung von Tieren beschäftigen (Angelverein, Gebrauchshundeverein, Rassegeflügelzuchtverein), Traditionsvereinen (Bundeswehr-Verband, Marinekameradschaft, Schützen- und Totengilde), Weiterbildungsvereinen (Universitätsgesellschaft, Volkshochschule, Landfrauenverein), wirtschaftlichen Vereinigungen (DEHOGA, Haus und Grund, Wirtschaftsvereinigung Handwerk, Handel und Gewerbe) und einem Verein zur Förderung der landwirtschaftlichen Fachbildung und Beratung (VLF Plön – Beratungsring Lütjenburg).

### Partnerstädte
Partnerstädte Lütjenburgs sind:
- Uljanowo (Russland)

Diese Partnerschaft besteht seit dem Jahre 1953, damals mit Vertretern der Heimatgemeinschaft der Gemeinde Breitenstein/Kraupischken aus dem früheren Ostpreußen abgeschlossen. Das frühere Breitenstein gehört heute zum Oblast Kaliningrad der Russischen Föderation und trägt den Namen Uljanovo. Die Vertreter dieser russischen Gemeinde wurden ab dem Jahre 2004 in die Partnerschaft Breitenstein mit einbezogen. Diese Partnerschaft ruht bis auf weiteres aufgrund des Angriffskriegs Russlands gegen die Ukraine.
- Bain-de-Bretagne (Frankreich)

Die Städtepartnerschaft mit Bain-de-Bretagne ging aus einer Kooperation der Raiffeisenbank Lütjenburg mit der Caisse de Credit Mituell im Jahre 1970 hervor. Aus dieser Kooperation entwickelte sich der Schüleraustausch des Hoffmann-von-Fallersleben-Schulzentrums Lütjenburg mit dem College St. Joseph in Bain-de-Bretagne, der seit 1976 besteht. Der Partnerschaftsvertrag wurde am 8. Juni 1984 abgeschlossen.
- Sternberg (Deutschland)

Mit der Partnerstadt Sternberg ist Lütjenburg seit der Wende im Jahre 1989/1990 über Delegationen der jeweiligen Stadtvertretungen verbunden. Alljährlich finden gegenseitige Partnerschaftsbesuche wechselseitig in Sternberg oder Lütjenburg mit gemeinsamen Radtouren, Besichtigungen, gemeinsamen Essen und Familienbesuchen statt. Der Partnerschaftsvertrag wurde am 3. Oktober 1990 abgeschlossen.
- Rakvere (Estland)

Die Partnerschaft mit Rakvere/Estland wurde in Zusammenarbeit mit dem Kreis Plön entwickelt, der seit 1989 mit dem estnischen Kreis Lääne-Virumaa partnerschaftlich verbunden ist. Der Partnerschaftsvertrag wurde im Jahre 1999 abgeschlossen.

## Wirtschaft

### Landwirtschaft
Für die Wirtschaft der historischen Ackerbürgerstadt Lütjenburg war die Landwirtschaft über Jahrhunderte von dominierender Bedeutung – sie bildete das zweite Standbein der wirtschaftlichen Existenzgrundlage ihrer Bürger neben Handel, Handwerk und Gewerbe. Im Jahre 1908 verfügte Lütjenburg über eine Gesamtfläche von 600 ha, die ab 1953 noch um 15 ha auf 615 ha ausgedehnt werden konnte. Der Anteil der Siedlungsfläche nahm mit der Entwicklung von Bevölkerung und Wirtschaft von 8 % im Jahre 1908 auf über 30 % in den 1950er bis 1980er Jahren und auf 52 % im Jahre 2018 zu. Entsprechend ging der Anteil der Landwirtschaftsfläche von 92 % im Jahre 1908 auf 48 % im Jahre 2018 zurück. Mit 295 ha Landwirtschaftsflächen, die überwiegend im Norden des Stadtgebietes liegen, ist Lütjenburg innerhalb seiner Gemarkungsgrenzen mit viel Kultur- und Naturlandschaft ausgestattet. Rund 60 % der Flächen werden ackerbaulich genutzt, 40 % durch Grünlandwirtschaft – 40 ha der „Stiftung Naturschutz“ sind in der Gesamtfläche enthalten.
„Zu einem großen Teil liegen die Flächen der Gemarkung Lütjenburg im “Stauchmoränengebiet Hessenstein „und dessen Ausläufern und sind durch wellige, kupierte Oberflächengestalt mit beträchtlichen Geländeeinschnitten und Hanglagen geprägt“. Die Geländehöhe steigt von den Niederungen an der Kossau, die 20 m über dem Meeresspiegel liegen, bis auf 91 m über NN im Nienthal-Gebiet an. Grünländereien findet man in anmoorigen Niederungen (Wiesen) und in Hanglagen, die sich aufgrund ihrer Steillagen nicht mehr ackerbaulich nutzen lassen (Weiden auf Lehmboden). Hanglagen werden durch Ackerbau genutzt, sofern sie mit vertretbarem Aufwand bearbeitet werden können und sich Erosionsgefahren beschränken lassen.
„Die in der Gemarkung Lütjenburg vorherrschenden Bodentypen sind überwiegend als Parabraunerden anzusprechen und aus kalkhaltigem Geschiebemergel entstanden. Als Bodenarten kommen im Mineralbodenbereich vorwiegend lehmiger Sand und sandiger Lehm bei Tongehalten von 12 bis 18 % und Humusgehalten von 2 bis 3 % vor; die Standorte sind überwiegend mit 45 bis 55 Bodenpunkten bewertet, mit wenigen Abweichungen nach oben (über 55 BP) und unten (unter 45 BP). In den Senken und Tallagen findet man häufig Niedermoor mit Humusgehalten von 15 bis 30 %. Die Böden sind fruchtbar und ertragreich, kommen aber an die Wertigkeit der flachen Grundmoränenstandorte im Nahbereich der Ostseeküste (Probstei, Hohenfelde, Futterkamp) nicht heran.“
In der Ackerbürgerstadt Lütjenburg wurde auf der Grundlage der zur Verfügung stehenden Acker- und Grünlandflächen eine ausgedehnte Viehhaltung betrieben. „Ende des 19. Jahrhunderts hielten die drei Brennereien zusammen 320 Milchkühe, die Viehhändler während der sommerlichen Weidezeit 500 Stück Rindvieh.“ Nach dem Ersten Weltkrieg zählte die preußische Verwaltung der Provinz Schleswig-Holstein in Lütjenburg 140 Pferde (überwiegend Arbeitspferde), 150 Milchkühe, 150 Jungrinder, 160 Schafe, 30 Ziegen, 1300 Schweine und 1900 Stück Federvieh. Noch Anfang der 1950er Jahre wurden im Stadtgebiet 60 Pferde, 150 Milchkühe, 110 Jungrinder und 700 Schweine gehalten.
Die Rindvieh-, Schweine- und Geflügelhaltungen mit größeren Beständen wurde stufenweise (Jahre 1970, 1980, 1997, 2000) zurückgeführt, da die Landwirtschaftsbetriebe in der Gemarkung Lütjenburg auf „viehlose Wirtschaft“ umstellten. Zurzeit gibt es im Stadtgebiet nur noch Hobby-Tierhaltungen von geringem Umfang.
Solange die Lütjenburger Ackerbürgerhöfe Rindviehhaltung betrieben, wurden die Ackerflächen mit vielfeldrigen und vielgestaltigen Fruchtfolgen genutzt, da außer Brotgetreide (Roggen, Weizen) und Futtergetreide (Gerste, Hafer) auch wirtschaftseigenes Grundfutter erzeugt werden musste, in früheren Zeiten Futterrüben (Runkelrüben, Steckrüben) und Kleegras, ab Mitte der 1960er Jahre Acker- und Kleegras sowie Silomais, der durch züchterische Anpassung von Silomaissorten in Schleswig-Holstein anbauwürdig geworden war. Ab Ende der 1960er Jahre wurde bei der Grundfuttergewinnung vermehrt auf Silagebereitung (Gras, Silomais) umgestellt, da die Heubereitung zunehmend größere Witterungsrisiken mit sich brachte und Silomais höhere Erträge versprach. Für die Pferdehaltung mussten bis zum Ende der Arbeitspferdeanspannung (Ende der 1950er Jahre) umfangreiche Haferflächen vorgehalten werden. Für die Brennereibetriebe war der Anbau von Weizen, Roggen und Kartoffeln von Bedeutung, für die Brauereien insbesondere der Anbau von Gerste. Ab dem Jahre 2000 wurde auf Lütjenburger Gelände zwanzig Jahre lang ausschließlich Marktfruchtbau in der Fruchtfolge Winterraps – Winterweizen – Wintergerste betrieben. Der Winterrapsanbau zur Gewinnung von Pflanzenöl mit dem Nebenprodukt eines eiweißreichen Rapsextraktionsschrotes wurde ab den 1970er und 1980er Jahren interessant, als es den Pflanzenzüchtern gelungen war, für die Ernährung von Mensch und Tier ungünstige Stoffe (Erucasäure, Glucosinolate) aus den Rapssamen herauszuzüchten. Ab dem Jahre 2021 wird auf dem Nienthal-Gelände neben dem Marktfruchtbau wieder Futterbau (Acker- und Kleegras, Futterzwischenfrüchte, Silomais) betrieben, da Änderungen in den Pachtverhältnissen eingetreten waren.
Die Agrarstruktur im Kreis Plön wie auch in der Region Lütjenburg ist dadurch gekennzeichnet, dass die Ackerbau-Marktfrucht-Fläche hier doppelt so groß ist wie die Futterbaufläche (66 : 33), der Anteil der Ackerbau- und Pflanzenbau-Verbundbetriebe also deutlich höher ist als im übrigen Schleswig-Holstein und annähernd bei 50 % liegt. Die durchschnittliche Betriebsgröße der Ackerbaubetriebe übersteigt 250 ha LF. Der Anteil der Futterbaubetriebe liegt dementsprechend niedriger, eher bei 40–50 % – Futterbaubetriebe sind weniger stark mit Flächen ausgestattet. 80 % der gesamten Nutzfläche ist Ackerland, 20 % wird als Dauergrünland genutzt. Die Ackerfläche wird zu 75 % mit Getreide und Raps bebaut – der Weizenanbau nimmt eine dominierende Stellung ein. Die Anzahl der viehhaltenden Betriebe ist weiter rückläufig – die Bestandesgrößen liegen bei etwa 125 Milchkühen, 150 Sauen oder 1500 Mastschweinen je Betrieb. Die durchschnittliche Flächengröße aller Betriebe ist auf über 100 ha angestiegen. Ein Drittel aller Betriebe befindet sich in der Größenklasse „über 100 ha“ und bewirtschaftet rund 80 % der landwirtschaftlichen Nutzfläche. 55 % aller Betriebe werden im Haupterwerb, 45 % im Nebenerwerb bewirtschaftet. Der Anteil der ökologisch bewirtschafteten Fläche und der Betriebe mit Ökolandbau liegen bei 7 bis 8 %. In den konventionell bewirtschafteten Betrieben werden Erträge von 60-90 dt/ha Getreide, 40 dt/ha Raps, 700 dt/ha Zuckerrüben und 450 dt/ha Silomais erzielt.

### Handel, Handwerk und Gewerbe
Die Lütjenburger Wirtschaft war über viele Jahrhunderte geprägt durch die Partnerschaft zwischen Handwerk, Gewerbe und Landwirtschaft. Handwerks- und Gewerbebetriebe führten Dienstleistungen für die Landwirtschaft aus, belieferten diese mit Saatgut, Düngemitteln, Pflanzenschutzmitteln, Treib- und Brennstoffen, Baustoffen sowie Maschinen, Geräten und Werkzeugen und verarbeiteten darüber hinaus die angelieferten landwirtschaftlichen Produkte.
Bedeutende historische Dienstleistungsbetriebe zur Zeit der Pferdeanspannung waren Schmiede (bis 1965), Stellmacher (bis 1964) und Sattler (bis 1970). Sie wurden abgelöst durch Landmaschinenfirmen mit Werkstätten, z. B. durch die Firma Fritz Piper Landmaschinen (ab 1901 bis in die Gegenwart), die ab dem Jahre 2000 insbesondere das Fabrikat NEW HOLLAND vertritt, weiterhin durch die Firma Willi H. Freitag (1908–1967) und deren Nachfolgefirmen Willy Lehmann (1967–1982) und Doormann & Kopplin (1982–1995 am Standort Lütjenburg). Im Jahre 2016 siedelte sich auf dem ehemaligen Kasernengelände als Wettbewerber die Landmaschinenfirma Busch-Poggensee mit dem Fabrikat John Deere an, die im Jahre 2021 von der Firma REBO Landmaschinen GmbH mit dem gleichen Fabrikat abgelöst wurde.
Als Zulieferbetrieb für die landwirtschaftlichen Betriebe der Region und als „aufnehmende Hand“ für ihre Produkte (Getreide und Raps) ist seit 1951 die „Landwirtschaftliche Ein- und Verkaufsgenossenschaft eG“, die sich später in „Raiffeisen Ein- und Verkauf eG“ umbenannte, am Standort Lütjenburg tätig. Das genossenschaftliche Unternehmen, das 1951 von Siedlungsbetrieben als Warengeschäft gegründet worden war und nach mehreren Erweiterungsschritten zu den fünf führenden schleswig-holsteinischen Firmen dieses Sektors bis Ende der 1990er Jahre aufgestiegen war, wurde im Jahre 2000 von der „Raiffeisen Hauptgenossenschaft Kiel“ übernommen und ab 2009 als „Hauptgenossenschaft Nord AG Kiel“ am Standort Lütjenburg fortgeführt.
Mühlenbetriebe zur Mehlherstellung mit Windmühle, Wassermühle oder Elektromotormühle waren in der Region Lütjenburg bis 1954 (Niedermühle), 1956 (Peter Mody), 1958 (Mühle Helmstorf) und 1962 (Mühle Vogelsdorf) in Betrieb.
Zur Verarbeitung von Milch zu Butter, Käse, Quark, Sahne, Milchpulver, Speiseeis (MIZENTRA-Eis) und anderen Produkten waren in Lütjenburg zwei Meiereien ansässig, die Bauernmeierei „Meierei-Genossenschaft Wentorf-Darry“ (1885–1945) und die Gutsmeierei „Milchzentrale Lütjenburg e. G. m. b. H.“ (1907–1971), an die in der Spitzenzeit pro Jahr über 30 Mio.kg Milch von etwa 500 Lieferanten mit 6000 Kühen angeliefert wurden und die bis 1971 200 Arbeitskräfte beschäftigte. Durch Fusion wurde die Milchzentrale Lütjenburg im Jahre 1971 Teil der „Hansa-Milch Ostholstein-Lübeck eG“ am Standort Lübeck, diese im Jahre 1995 Teil der „Hansa-Milch Mecklenburg-Holstein eG“ am Standort Upahl bei Grevesmühlen, die heute noch beliefert wird, seit 2011 aber den Namen „Hansa Arla Milch eG“ mit der Zentrale in Aarhus/Dänemark trägt.
Ab Ende des 19. und Anfang des 20. Jahrhunderts und bis in die letzte Nachkriegszeit hinein war Lütjenburg mit zwei Wurstfabriken und mehreren Schlachtereien auch ein bedeutender Standort für die Fleischverarbeitung.
Durch die Nähe u. a. zum Ostseebad Hohwacht und den Feriengemeinden Blekendorf (Sehlendorfer Strand) und Behrensdorf mit ihren Stränden, Urlaubsquartieren, Campingplätzen und Wohnmobil-Stellplätzen besuchen viele Touristen Lütjenburg, um die Gaststätten, Cafés und Bäckereien aufzusuchen, in den vielen Geschäften für den täglichen Bedarf einzukaufen oder um einfach nur zu bummeln. In der Urlaubssaison 2021 zählte das Statistikamt Nord für die Region Hohwachter Bucht 250.000 Übernachtungen in Ferienwohnungen, Pensionen und Hotels; Übernachtungen auf den Campingplätzen (6) und Wohnmobil-Stellplätzen (3) kamen noch dazu.
Die Bundeswehr war mit dem Flugabwehrlehrregiment 6 bis zu ihrem Abzug 2012 der größte Arbeitgeber in der Region.
Die Firma Merz Dental, ein Anbieter von Medizintechnik, welcher zur japanischen Shofu-Gruppe gehört, beschäftigte 2020 200 Mitarbeiter.
Die Betriebe der Wirtschaft werden aktuell repräsentiert durch die „Wirtschaftsvereinigung Handwerk, Handel und Gewerbe Lütjenburg e. V.“, ein Zusammenschluss von 120 Unternehmen der verschiedensten Sparten (Handwerker, Händler, Restaurants und Cafés, Hotels, Gärtnereien, Druckereien und Verlage, Fahrschulen, Busbetriebe, Apotheken und Therapeuten, Banken, Versicherungen, Freiberufler) für den Bedarf von Betrieben, Hausbesitzern, privaten Haushalten, Vereinen und Verbänden, Bewohnern der Region und Feriengästen.

## Baugebiete in Lütjenburg
Gegenüber der Vorkriegszeit hat sich die Einwohnerzahl Lütjenburgs durch die Zuwanderung von Flüchtlingen und Vertriebenen aus den früheren deutschen Ostgebieten bis in die frühe Nachkriegszeit hinein von 2400 auf 4800 Einwohner verdoppelt. Einen weiteren Einwohnerzuwachs um fast 1000 Einwohner brachte die Einrichtung des Bundeswehr-Standortes „Schill-Kaserne“ im Jahre 1962 (bis 2012), der Ausbau des Schulstandortes bis zum Gymnasium im Jahre 1965 und die Ausweisung von Gewerbe- und Wohnbaugebieten. Ab 1949 bis in die Gegenwart wurden 20 Wohnbaugebiete ausgewiesen und bebaut, deren Erschließung durch eine Reihe von Institutionen bzw. Firmen vorgenommen worden war, von städtischer Seite durch die Stadt Lütjenburg oder die Städtische Wohnungsfürsorge, von Landesseite durch die Schleswig-Holsteinische Landgesellschaft und die Landsiedlung Ostholstein, von privater Seite durch örtliche Baufirmen und Firmen aus Kiel und Hamburg. Bauflächen wurden von der St. Michaeliskirche, von der Stadt Lütjenburg und von landwirtschaftlichen Grundbesitzern für eine Erschließung bereitgestellt. Es wurden Klein- und Nebenerwerbssiedlungen für Heimatvertriebene (1949–1959), Miet-Wohnsiedlungen für Bundeswehr-Angehörige (1960–1962), Eigenheim-Wohnhäuser, Mehrgeschossbauten für Mieter und Senioren-Wohnanlagen errichtet.
Weiterhin wurden mehrere Gewerbegebiete ausgewiesen, erschlossen und bebaut: Im Nordosten des Stadtgebietes liegt das Gewerbegebiet „Hasenkrug/Hopfenhof“, das nach Schließung der „Milchzentrale Lütjenburg“ ab dem Jahre 1980 bebaut wurde, im Nordwesten des Stadtgebietes das Gewerbegebiet „Bunendorp“ und das ab 2017 als Konversionsgelände erschlossene Mischgebiet „Ehemalige Schill-Kaserne“. Das letztgenannte Gebiet wurde bereits besiedelt durch ein Landtechnik-Unternehmen, durch das „Vitanas Senioren Centrum Am Gojenberg“, durch kleine Handwerksbetriebe und durch Bauherren, die Ein- und Mehrfamilienhäuser errichten. Weiterhin ist der Bau des Katastrophenschutz-Zentrums für den Kreis Plön und die Verlegung der Bauhofverwaltung der Stadt Lütjenburg an diesen Standort geplant.

## Verkehr
Lütjenburg ist Endpunkt der Bahnstrecke aus Malente-Gremsmühlen, die 1892 eingerichtet worden war und auf der seit 1996 planmäßig kein Bahnverkehr mehr durchgeführt wurde. Die Gleisanlagen der Strecke sind bis auf Teile der Bahnhofsstrecke noch vollständig erhalten. Seit Ende April 2022 ist eine eigens hierfür gegründete Verwaltungsgesellschaft Eigentümer der Strecke, welche das Ziel verfolgt, die Strecke in Kooperation mit dem Verein Schienenverkehr Malente-Lütjenburg e. V. zu erhalten und zu reaktivieren. Der Verein und die Gesellschaft wollen die Bahnstrecke nach einem Stufenkonzept reaktivieren und haben sich zum Ziel gesetzt, die Strecke für touristisch ausgerichtete Draisinenfahrten zu nutzen, auf der Strecke historische Museumszüge für Nostalgiker einzusetzen, innovative Schienenfahrzeuge (Solar-Tram) zu testen und sie für einen nachhaltigen Schienen-Personen-Nahverkehr (SPNV) vorzuhalten. Die Bahnstrecke soll mittel- und langfristig für eine dauerhafte Verbindung der Hohwachter Bucht mit der Holsteinischen Schweiz sorgen und evtl. auch an die Strecke Kiel-Lübeck angebunden werden. Seit Sommer 2022 wird die Strecke auf ihrer gesamten Länge von der Naturpark-Draisine Holsteinische Schweiz befahren und seitens der Christian-Albrechts-Universität zu Kiel für die Forschungsinitiative REAKT genutzt.
Bis 1938/39 endete in Lütjenburg weiterhin die normalspurige Kleinbahn Kirchbarkau–Preetz–Lütjenburg, die 1910 insbesondere für den Transport landwirtschaftlicher Güter (Getreide, Rüben, Milch, Dünger, Brennstoffe) in Dienst gestellt worden war. In Jahren 1938 und 1939 wurde die Strecke abgebaut, weil sie gegenüber der im Jahre 1930 ausgebauten Reichsstraße Kiel – Raisdorf – Lütjenburg – Oldenburg, die für den Personenverkehr mit Autobussen eingerichtet wurde, an Bedeutung verloren hatte. Die Teilstrecke Lütjenburg – Seekrug blieb als Anschlussgleis für den Seefliegerhorst Bellin noch bis ca. 1943 bestehen – danach wurden alle Gleisanlagen demontiert. Das Gebäude des Bahnhofes, der für den Personenverkehr beider Strecken zuständig war, und Teile der Gleisanlagen am Ende der Strecke mussten dem Neubau von Supermärkten des Lebensmitteleinzelhandels weichen (bis 2008).
Wichtigste Verkehrsverbindung für den Straßenverkehr ist die B 202 (Kiel – Lütjenburg – Oldenburg – Heiligenhafen – Puttgarden); sie führt an Lütjenburg als Umgehungsstraße vorbei. Über die B 202 kommt man auch nach Selent (12 km) und Schwentinental (26 km). Weitere wichtige Straßenverbindungen im Kreis Plön ab Lütjenburg sind die Bundesstraße 430 nach Plön (19 km), die Landesstraße 165 nach Schönberg (21 km) und die Verbindung nach Preetz (27 km) über die B 202 und die L 211. In den Kreis Ostholstein kommt man über die B 430 und die L 55 nach Malente (17 km) und Eutin (26 km), über die B 202 nach Oldenburg (23 km), über die B 202 und die L 258 nach Lensahn (26 km) und über die B 430 und die L 178 nach Schönwalde a. B. (20 km) und Neustadt (35 km). Die Entfernungen zu den nahe gelegenen Ostseestränden betragen 8 km (Behrensdorf), 10 km (Hohwacht), 11 km (Sehlendorfer Strand) und 13 km (Hohenfelde). Für Radfahrer und Fahrrad-Touristen sind an fast allen Straßen Radwege ausgebaut. Es fehlt lediglich ein Radweg neben der B 430 von Lütjenburg nach Rantzau, die aber über die Strecke Lütjenburg – Seekrug – Engelau – Hohenhof über Radwege und Nebenstraßen umgangen werden kann.
Die nächstgelegenen Anschlüsse an die Bundesautobahn BAB 1 (E 47) liegen in Oldenburg (B 202, 23 km), Lensahn (B 202, L 258, 26 km) und Neustadt-Nord (B 430, L 178, 30 km).

## Bildung

### Kindergärten/Kindertagesstätten
Für die Betreuung und Erziehung von Kindern verschiedener Altersgruppen sowie für ihre frühkindliche Elementarbildung sind in Lütjenburg vier Kindergärten/Kindertagesstätten mit insgesamt 200 Plätzen eingerichtet:
- Städtischer Kindergarten „Schatzkiste“ in der Mensingstraße (70 Plätze): Nachmittags- und Ganztagsgruppen, Regelgruppen, Integrationsgruppen, Heilpädagogische Kleingruppen
- Evangelisch-Lutherischer Kindergarten in der Wehdenstraße (65 Plätze): Ganztags-Krippengruppen 0-3 Jahre, Altersgemische Ganztagsgruppen 2-4 Jahre, Ganztags-Regelgruppen 3-6 Jahre, Haus-Wald-Vormittagsgruppen 3-6 Jahre, Vormittags-Regelgruppen 3-6 Jahre
- SOS-Kinderdorf Schleswig-Holstein - Kindertagesstätte (45 Plätze): Krippe 1-3 Jahre, Altersgemischte Gruppen 2-5 Jahre, Regelgruppen 3-6 Jahre
- Natur Erlebnis Kindergarten „Zwergenland“ in Nienthal (20 Plätze)[65]

### Allgemeinbildende Schulen
Schülerzahlen aus dem Schuljahr 2019/2020.
- Förderzentrum Plön, Außenstelle Lütjenburg (seit 2012/Schwerpunkt Lernen), Friedrich-Speck-Straße, seit 2018 „Otto-Mensing-Haus“
- Grundschule der Stadt Lütjenburg und der Gemeinden Giekau und Panker, Plöner Straße (306 Schüler in 14 Klassen)
- Gemeinschaftsschule Hoffmann-von-Fallersleben, Kieler Straße (351 Schüler in 16 Klassen)
- Gymnasium Lütjenburg, Kieler Straße (555 Schüler in 25 Klassen)
- ehemalige Schule: Otto-Mensing-Realschule (Name seit 1964, Bildung der Gemeinschaftsschule 2012)

Die Stadt Lütjenburg kann auf eine 400-jährige Geschichte der allgemeinbildenden Schulen zurückblicken:
- 1620 gab es die ersten privaten Klipp- oder Winkelschulen, die von Autodidakten geleitet wurden.
- 1625 Praeceptor-Schule unter Aufsicht der Kirche (Popstei Segeberg) mit Kirchenvisitatoren, zunächst nur für Knaben: Leitung durch Praeceptor („Schulmeister“): Theologische Ausbildung, Sprachausbildung in Latein, Griechisch, Hebräisch; Schulunterricht, Verwaltung; Kantor mit Chor in der Kirche; Unterstützung durch Schreib- und Rechenmeister: Schulunterricht im Schreiben, Lesen und Rechnen; Organist und Küster in der Kirche, gebührenpflichtiger Unterricht gegen Zahlung des wöchentlichen „Schul-Schillings“ (1 Schilling = 99 M 13 ß)
- 1639 erste Schulordnung von Pastor Glumanns
- 1723 erstmalig Unterricht in einer Mädchenklasse
- 1781 Schullehrerseminar Kiel für die Lehrer-Ausbildung in den Fächern Deutsch, Erdkunde, biblischer Geschichte, Schreiben, Lesen, Rechnen, Vermittlung gemeinnütziger Kenntnisse
- 1811 Bürgerschule mit Lehrern, die als „Schulmeister“ über Allgemein- und Praxisbildung verfügen konnten und Schul- und Kirchendienst miteinander verbunden haben; Schulmeister versahen neben dem Unterricht Dienst in der Kirche als Organist und Küster (Aufsicht Propstei Oldenburg); sie wurden vom Schreib- und Rechenmeister unterstützt. Der Unterricht begann mit der Aufsichtsschule (bis 6. Lebensjahr) und der Elementarschule (7. bis 9. Lebensjahr), beide für Knaben und Mädchen. Ab dem 10. Lebensjahr wurde der Unterricht fortgesetzt mit der Höheren Knabenschule und der Höheren Mädchenschule, diese verbunden mit einer Handarbeitsschule. Der Schulabschluss wurde zum Zeitpunkt der Konfirmation vergeben. Schulbeiträge in Form einer Schulsteuer vom Magistrat entsprechend Vermögen und Einkommen erhoben.
- 1814 landesweite Schulordnung für die schleswig-holsteinischen Herzogtümer; provisorische Schulordnung der Stadt Lütjenburg später nachträglich genehmigt
- 1865 Rektorschule, aufbauend auf der Elementarschule und der Oberelementarklasse, jeweils für Knaben und Mädchen, ab dem 11. Lebensjahr fortgeführt mit der Obermädchenklasse einschl. Arbeitsschule, der Oberknabenklasse und der Rektorklasse, in der ausschließlich Knaben unterrichtet wurden, und zwar in den Fächern Religion, deutscher Sprache und Literatur, Gesang, Geschichte, Geographie, Mathematik, Naturwissenschaften, Englisch und Französisch. Auf Anforderung Privatstunden in Latein und Griechisch
- 1867 mit der Eingliederung Schleswig-Holsteins in das Königreich Preußen Einrichtung einer zentralen Schulbehörde, des „Provinzial-Schulkollegiums“ in Schleswig
- 1871 Einrichtung der Bürgerschule der Stadt Lütjenburg mit Teilung in eine Knaben- und eine Mädchenschule und jeweils dreijährigen Kursen in der Elementarklasse, der Mittel- und der Oberklasse, bei den Knaben wiederum mit dem Sonderangebot der Rektorklasse. Fremdsprachenunterricht in Französisch und Englisch bei Knaben und Mädchen
- 1873/1874 Errichtung von zwei neuen Schulgebäuden in der Plöner Straße: Knabenschule und Mädchenschule lagen sich gegenüber - Spiel- und Turnplatz dazwischen
- 1874 Lehrerausbildung an den staatlichen Präparandenanstalten in Barmstedt (Holstein) und Apenrade (Nord-Schleswig)
- 1878 Lehrerinnenseminar auf Schloss Augustenburg
- 1895 Leitung einer Volksschule und des Schulkollegiums durch einen 1. Lehrer und Hauptlehrer an Stelle eines Rektors
- 1908 Umbenennung des Schulkollegiums in „Schuldeputation für die Volksschule der Stadtgemeinde zu Lütjenburg“[67]
- 1925 Lütjenburger Bürgerschule ist eine Volksschule mit gehobener Abteilung
- 1929 Zweckverband zur Errichtung einer Mittelschule in Lütjenburg
- 1931 Schüler der gehobenen Abteilung der Lütjenburger Bürgerschule können nach Schulabschluss in die Obertertia des Eutiner Gymnasiums aufgenommen werden.
- 1932 Schuleinrichtung der gehobenen Abteilung der Bürgerschule wird einer Mittelschule gleichgestellt.[68]
- 1936 Anerkennung der gehobenen Klassen der Lütjenburger Bürgerschule als Mittelschule mit dem Abschluss „Mittlere Reife“
- 1936 Schulerweiterungsbau um zwei Klassenräume und Anerkennung der Schule für ein Schulorchester (Mandolinen-Orchester unter Leitung von Arthur Volk)
- 1940 Änderung der Schulbezeichnung in „Volksschule mit Aufbauzügen“
- 1945 Schule in der Plöner Straße geschlossen, da alle Klassenräume als Lazarett genutzt werden mussten
- 1945 Dezember: Unterricht für Grundschulklassen im Gasthaus „Kossautal“
- 1946 Februar: Wiederaufnahme des Unterrichts in der Volksschule nach Räumung des Militärlazaretts: 669 Schüler, davon ⅔ Kinder von Einheimischen, ⅓ Kinder von Flüchtlingen bzw. Heimatvertriebenen
- 1947 Vorübergehende Rückbenennung in „Lütjenburger Schule mit gehobenen Klassen“
- 1948 Schichtunterricht bei einer Schülerzahl von über 1000: Vormittags- und Nachmittagsunterricht
- 1954 Schulerweiterungsbau der „Volksschule mit Aufbauzug“ in der Plöner Straße durch Anbau an die Mädchenschule von 1874; Abschaffung des Nachmittagsunterrichts
- 1955 Anerkennung der Lütjenburger Schule als „Mittelschule“/Abschluss mit dem Zeugnis der „Mittleren Reife“
- 1961 Umzug der Mittelschulklassen von der Plöner Straße in die Friedrich-Speck-Straße, wo der Neubau der Mittelschule als „Otto-Mensing-Schule“ errichtet worden war.
- 1962 Schule in der Plöner Straße wird Grund- und Hauptschule
- 1963/1965 Bau des Lütjenburger Gymnasiums in der Kieler Straße unter der Zuständigkeit des Kreises Plön als Schulträger
- 1965 Beginn des Schulunterrichts am „Gymnasium im Aufbau“ in Lütjenburg mit Sextanern und Quintanern, ab 1967/68 im Neubau an der Kieler Straße
- 1967/1969/1972 Fertigstellung des Schulneubaues mit dem Südflügel, Westflügel und Nordflügel, so dass ein Atriumbau entstanden war
- 1970 Beginn der Kooperation der 3 Schularten im Rahmen eines „Schulzentrums“, das in einen Schulversuch mit einer „Kooperativen Gesamtschule“ einmündete
- 1976 Schularten Hauptschule, Realschule und Gymnasium im Schulzentrum an der Kieler Straße vereinigt. Grundschule verblieb in der Plöner Straße, Sonderschule zog in die Otto-Mensing-Schule in der Friedrich-Speck-Straße
- 1981/1982 Beendigung des Schulversuches „Kooperative Gesamtschule Lütjenburg“ - Rückorganisation in 3 selbständige Schulen
- 1983 Namensgebung für die Schule an der Kieler Straße durch den Schulträger Kreis Plön in „Hoffmann-von-Fallersleben-Schulzentrum/Hauptschule - Realschule - Gymnasium“
- 2008 Junior-Projekt Schulfirmen: Gründung von Unternehmen auf der Grundlage eigener Geschäftsideen
- 2010/2012 Erweiterungsbau des Schulzentrums um das Gebäude Aula/Mensa
- 2012/2013 Umgliederung der Schule: Zum „Hoffmann-von-Fallersleben-Schulzentrum“ gehören jetzt die Gemeinschaftsschule (Realschule + Hauptschule) und das Gymnasium.
- 2012–2021 Zukunftsschule: Förderung der Bildung für nachhaltige Entwicklung (Naturlernpfad, Handy Recycling, Apfelbaumprojekt, Stadtwild)
- 2014–2017 Kulturschule: Förderung von Projekten zur Stärkung des kulturell-künstlerischen Profils der Schule[69][70]

## Kultur
In Lütjenburg sind mehrere Chöre ansässig, die regelmäßig Chorkonzerte geben. Der bekannteste unter ihnen ist der Männerchor „Lütjenburger Liedertafel von 1841 e. V.“, einer der ältesten Männerchöre Schleswig-Holsteins, dem sich in neuerer Zeit ein Shanty-Chor angeschlossen hat.
Es gibt den „Kleinen Kulturkreis Lütjenburg“ e. V., der Lesungen und klassische Konzerte organisiert. Des Weiteren gibt es die „Galerie Richter“, die – häufig wechselnd – künstlerische Werke aus allen Epochen und Zeiten präsentiert und Ateliers von Klaus Heckert vorstellt.
Zudem existiert der Künstlerbund Hohwachter Bucht, in dem sich Künstler aus und rund um Lütjenburg locker zusammengeschlossen haben.
Aktivitäten über landeskulturelle Themen gehen vom Schleswig-Holsteinischen Eiszeitmuseum aus. Führungen durch die Museumsausstellung und durch das eiszeitlich geprägte Außengelände der Stauchmoränen, erlebnispädagogische Angebote und Vorträge vermitteln Kenntnisse über die Erdgeschichte, insbesondere über das eiszeitliche Geschehen in Ostholstein über mehrere 100.000 Jahre. Die Auswirkungen der Eiszeiten auf die Entstehung der Naturräume Schleswig-Holsteins mit ihren typischen Landschaften (Östliches Hügelland, Vorgeest, Hohe Geest, Marsch), Gesteinen, Böden, Pflanzen und Tieren stehen thematisch im Vordergrund. Die Lage des Museums im „Stauchmoränengebiet Hessenstein“ mit Naturschutz- und Landwirtschaftsflächen bedingt auch die Einbeziehung von Themen des Natur- und Landschaftsschutzes sowie der landwirtschaftlichen Bodennutzung in Vergangenheit (Jungsteinzeit, Bronze- und Eisenzeit, Mittelalter, Neuzeit) und Gegenwart.
Der Verein der Freunde der mittelalterlichen Burg (Turmhügelburg) veranstaltet im Sommerhalbjahr mittelalterliche Märkte und Feste sowie „Burgbelebungen“ auf dem Burggelände, im Winterhalbjahr Vorträge über Mittelalter-Themen.
Wissenschaftliche Vorträge über die verschiedensten Themen bieten auch die Universitätsgesellschaft und die Volkshochschule an.
Kulturelle Veranstaltungen, die regelmäßig angeboten werden:
- Gesellschaft der Freunde der mittelalterlichen Burg: Mittelalter-Märkte mit Handwerk, Musik, Schaukämpfen und Tanz, Vorträge
- Kleiner Kulturkreis: Konzerte, Lesungen
- Liedertafel: Chor-Konzerte
- Naturschutzbund: Exkursionen, Führungen, Vorträge
- Schleswig-Holsteinisches Eiszeitmuseum: Ausstellungen, Kinder-Universität, Museums- und Geländeführungen, Steinzeitwerkstatt, Vorträge, Wanderungen, Workshops
- Schleswig-Holsteinischer Heimatbund: Vorträge, Lesungen, musikalische Veranstaltungen, Laienspieltheater
- Schleswig-Holsteinische Universitätsgesellschaft: Vorträge
- Stadt Lütjenburg: Adventsmarkt, Herbstzauber, Landmärkte, Stadtfeste, Straßenfeste
- St. Michaelis-Kantorei: Konzerte mit Gesang und Instrumentalmusik, Kurrendeblasen, Marktmusik in der Kirche
- Volkshochschule Lütjenburg: Fortbildungskurse, Vorträge

Lütjenburg und Hohwacht im Film; Lütjenburg als Filmort „Nordholm“ – in den Hauptrollen Barbara Auer und Heino Ferch:
- 2015 Tod eines Mädchens
- 2019 Die verschwundene Familie
- 2020 Das Mädchen am Strand
- 2021 Die Frau im Meer[72]

Lütjenburg im Lied
In der Nachkriegszeit entstand das „Lütjenburg-Lied“: Den Text in Form eines Gedichtes schrieb der Franziskaner-Pater Egbert Kanzler, der als Soldat in Lütjenburg interniert war. Die Anfangsbuchstaben des jeweils ersten Wortes der zehn Zeilen des Gedichtes ergeben das Wort „Lütjenburg“. Die Melodie komponierte der musikalisch engagierte Leiter der Lütjenburger Schule (Volksschule mit Aufbauzug bis 1954, Mittelschule 1955 bis 1967) Arthur Volk (lebte 1902-1995; Schulleiter 1946–48 und 1949-1967).
Das Lütjenburg-Lied
Lausche, Herz, vertrauten Klängen!
Über dir im Äther blau
Tanzen in des Sturmes Fängen
Jubelnd Möwen silbergrau.
Enten steigen aus dem Schilfwald.
Nebel brauen Fluß und See.
Bunte Rinderherden weiden
Unverdrossen Gras und Klee.
Ruhig über Stadt und Feld
Grüßt der Bismarckturm die Welt.

## Sehenswürdigkeiten

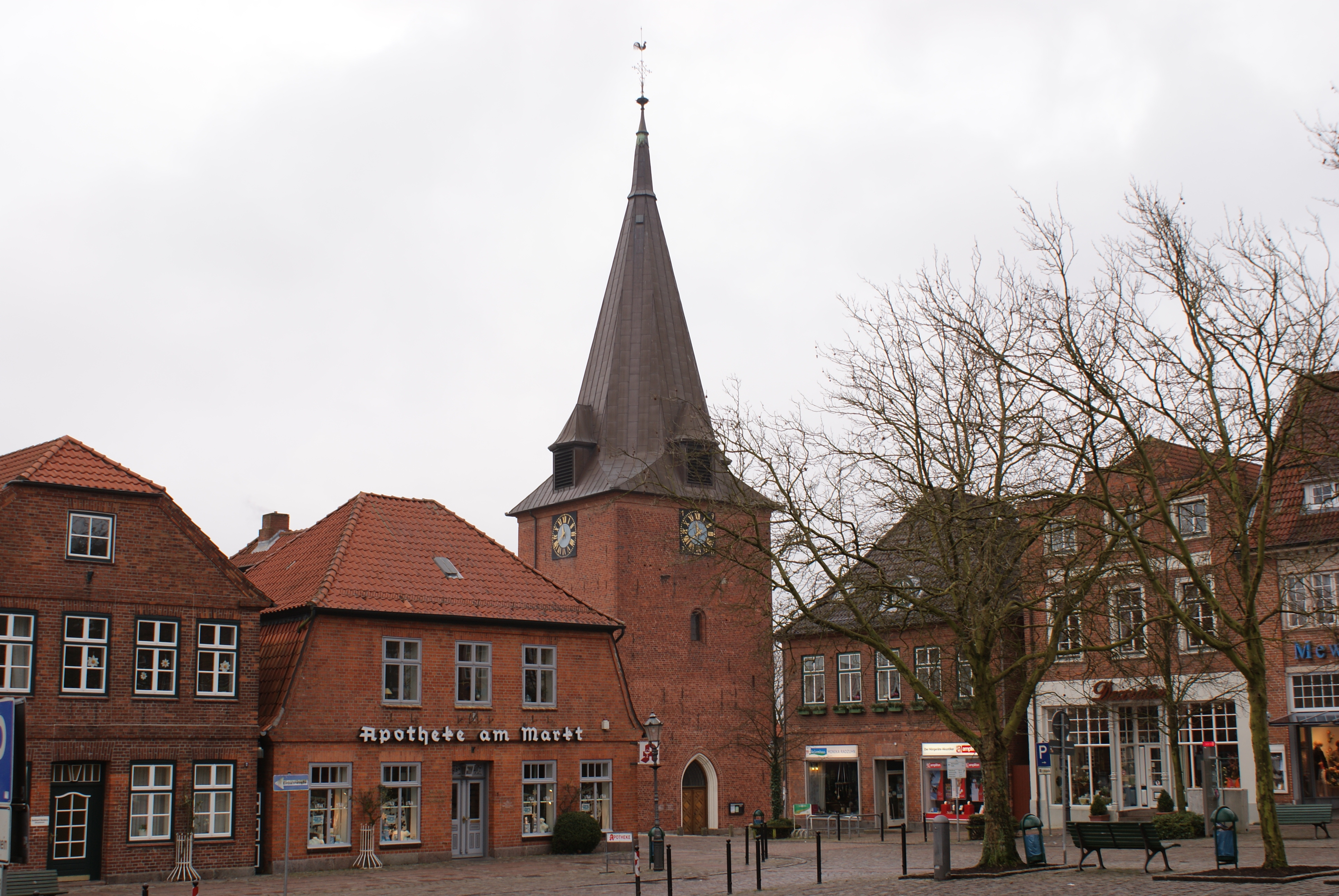
Blick auf den Marktplatz und die St.-Michaelis-Kirche

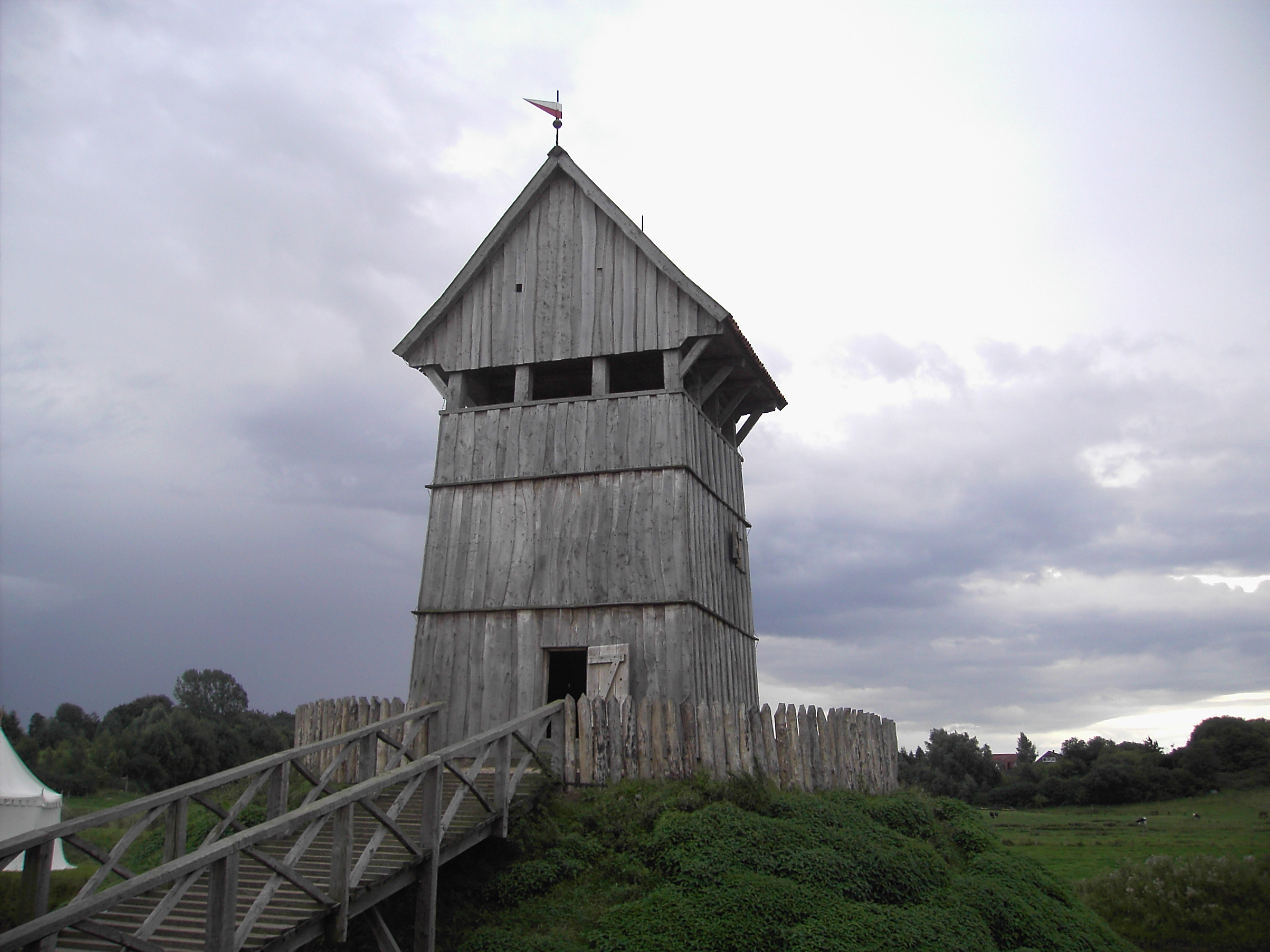
Nachbau einer Turmhügelburg in Lütjenburg

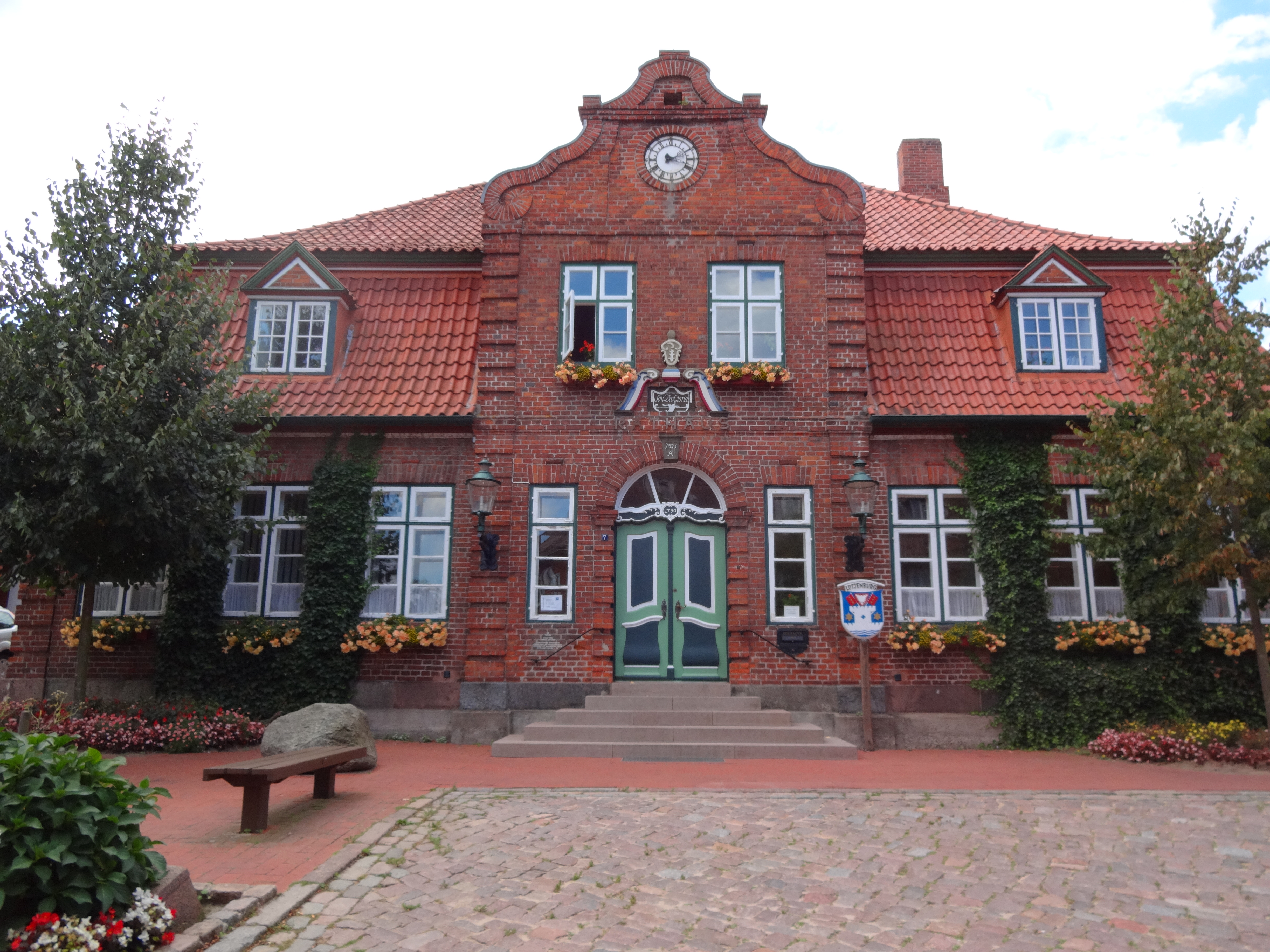
Rathaus

Bekannt ist Lütjenburg für die alte Innenstadt mit dem Rathaus, dem Färberhaus und der seit der Reformation evangelischen Sankt-Michaelis-Kirche. In der nördlichen Seitenkapelle der Michaeliskirche befindet sich mit dem Grabmal für Otto von Reventlow eines der bedeutenden Kunstwerke der Spätrenaissance dieser Art in Schleswig-Holstein. Es wurde von dem flämischen Bildhauer Robert Coppens gefertigt. Eine weitere Sehenswürdigkeit ist der Bismarckturm in  Lütjenburg. Am Marktplatz liegt das älteste erhaltene Wohnhaus der Stadt, ein 1576 errichtetes Fachwerkhaus, das als „Färberhaus“ bekannt ist (obwohl dort nie ein Färber gearbeitet hat); heute beherbergt es das Standesamt. Außerdem findet sich am Stadtrand das Eiszeitmuseum.
Seit August 2003 existiert am Rand der Stadt in Nienthal die Rekonstruktion einer mittelalterlichen Turmhügelburg aus der Zeit um 1250. Sie entstand in enger Abstimmung mit dem Archäologischen Landesamt Schleswig-Holstein in Schleswig und ist praktisch in Handarbeit nach verschiedenen historischen Vorlagen und Quellen erbaut worden. Ein privater Förderverein baut die Burganlage zu einem mittelalterlichen Gehöft und einem lebenden Museum aus. 
Die zehn ältesten Gebäude der Stadt Lütjenburg, deren Baujahr nach dem Stadtarchiv Lütjenburg in etwa bekannt ist, sind die St. Michaeliskirche (1156/1220), das „Färberhaus“ bzw. Maacksche Haus (1576), das „Senatorenhaus“ (1581), der „Alte Posthof“ (1609), die Verlagsdruckerei Klopp (1672), die „Königlich-privilegierte“ Apotheke (1680), die „Alte Schmiede“ (1720), die Schmiede am Markt (Ursprung 1780, Nachbau), das Rathaus (1790), das Bäckerhaus (1790) und das „Kleine Herrenhaus“ Nienthal, das etwa 1797 erbaut worden ist. Weit über 100 Jahre alt ist auch das „Große Herrenhaus“ Nienthal (etwa 1885 errichtet) und fast 100 Jahre alt die „Große Auffahrtscheune“ des Hofes Nienthal aus den Jahren 1922 bis 1926. Hof Nienthal gehört als historisch gewachsene Hofanlage aus der Zeit des ausgehenden 18. Jahrhunderts mit dem „Kleinen Herrenhaus“, dem „Großen Herrenhaus“ und der „Großen Auffahrtsscheune“ zu den letztverbliebenen, wenn auch unvollständigen Hofanlagen aus der „Ackerbürgerzeit“ Lütjenburgs und hat damit auch landeskulturelle und agrarhistorische Bedeutung im Rahmen der Geschichte der Stadt Lütjenburg erlangt. An das Baujahr des „Großen Herrenhauses“ Nienthal schließt sich die Industrieruine der früheren Brauerei/Brennerei D. H. Boll mit dem Baujahr 1889 an.
Als Wahrzeichen der Stadt Lütjenburg wird in städtischen Veröffentlichungen, in Lütjenburg-, Kreis-Plön- und Schleswig-Holstein-Büchern sowie Reiseführern der „Bismarckturm“ genannt, der 1898 innerhalb eines halben Jahres mit Baukosten von 14.515 Mark erbaut wurde und in den Jahren 2020/2021 wegen der Gefahr des Auseinanderbrechens des Turms saniert werden musste. Eine Wiedereröffnung fand am 11. September 2021 statt.
In unmittelbarer Nähe der Stadt befinden sich die Güter Helmstorf, Kletkamp, Neudorf, Neuhaus, Panker und Waterneverstorf mit ihren Herrenhäusern. In der Geschichte der Region galt Lütjenburg als „Mittelpunkt eines bedeutenden Güterdistrikts. Man bezeichnet die Umgegend wohl als Grafenecke“, da die Güter sich seit Jahrhunderten in der Hand adliger Familien befinden.
Die Bewirtschaftung der dazugehörigen Gutsbetriebe beschränkt sich heute nicht mehr ausschließlich auf Ackerbau, Forstwirtschaft und Wildverkauf, wie es sich seit Anfang der 1970er Jahre darstellte. Der Erhaltungsaufwand für die umfangreichen baulichen Anlagen (Herrenhäuser, Torhäuser, Wohngebäude, Scheunen, Speicher und Kuhhäuser) erforderte die Hinzunahme neuer Betriebszweige, wie die Gebäudevermietung für Gewerbe- und Wohnzwecke sowie Tourismus und anderes mehr.
Die Gutsverwaltung Helmstorf betreibt neben Land- und Forstwirtschaft eine Festscheune, die für Geburtstags- und Hochzeitsfeiern, Konzerte und öffentliche Märkte genutzt wird; in weiteren historischen Gebäuden werden Ateliers und Wohnungen vermietet. Stallungen in Gutsgebäuden bieten die Möglichkeit, Reitpferde in Boxen unterzustellen; Weiden, Dressurplatz und Reitwege ermöglichen dem Hobby-Reiter, ein Pferd unterzustellen und auszureiten. In einem „Kinder-Herz-Wald“ kann man einen Baum pflanzen und für eine Stiftung Geld spenden. Ein Natur- und Landwirtschafts-Lehrpfad am Weg nach Wetterade informiert über spezielle Themen der Landbewirtschaftung und Natur.
Gut Helmstorf wurde bekannt durch Filmaufnahmen im Rahmen von Literaturverfilmungen:
- 1978 „Jauche und Levkojen“ nach dem Roman von Christine Brückner (1975)
- 2001/2002 „Der blaue Vogel“ nach dem Roman von Utta Danella (1975)
- 2013 „Der Geschmack von Apfelkernen“ nach dem Roman von Katharina Hagena (2009)[77]

Gut Kletkamp betreibt eine Biogasanlage zur Energie-Erzeugung und vermietet Ferienwohnungen im Herrenhaus, im Torhaus und anderen Nebengebäuden. Ehemalige Wirtschaftsgebäude aus historischer Zeit (Pferdestall, Reithalle) werden für große Feiern und Festlichkeiten sowie Veranstaltungen vermietet.
Auf einem Teil der bis 1992 landwirtschaftlich genutzten Flächen des Gutes Neudorf kann man auf Golfplatzanlagen (9-Loch-Platz, 18-Loch-Platz) als Clubmitglied des „Golf & Country Club Hohwachter Bucht“ Golf spielen und an Wettbewerben teilnehmen oder als Laie im Rahmen von Golf-Kursen das Golfspielen erlernen. In historischen Gebäuden werden Wohnungen und Ateliers vermietet.
Im Torhaus des Gutes Neuhaus ist ein Atelier für künstlerische Betätigungen eingerichtet.
Zum Gut Panker gehören ein Trakehner-Gestüt, der Begräbniswald „Ruheforst“, das „Forsthaus Hessenstein“ mit Gastwirtschaft und Aussichtsturm, das Hotel und Restaurant „Ole Liese“, historische Gebäude mit Wohnungen und Geschäftsräumen sowie Galerien und Ateliers.
Gut Waterneverstorf vermietet Ferienwohnungen auf dem Gutshof, im Ortsteil Lippe und am Großen Binnensee. Zum Wirtschaftsbetrieb gehören im Ortsteil Lippe weiterhin ein Campingplatz und der Yachthafen Lippe.

## Naherholung
Entlang der Süd- und Ostgrenze der Stadt befindet sich ein Teil des europäischen NATURA 2000-Schutzgebietes FFH-Gebiet Kossautal und angrenzende Flächen im Gemeindegebiet.

## Persönlichkeiten

### Söhne und Töchter der Stadt
- Theodor Carstenn (1855–1892), Kantor, Musiklehrer und Musikpublizist
- Otto Mensing (1868–1939), Sprachforscher
- Arnold Bruhn (1879–1961), Architekt
- Hans Peters (1884–1947), Vizeadmiral
- Willy Knoop (1888–1966), Maler und seit 1962 Ehrenbürger von Lütjenburg[83]
- Manfred J. Müller (1941–2005), Geograph und Hochschullehrer
- Hans Eppendorfer (1942–1999), Schriftsteller und Drehbuchautor
- Angela Schneider (* 1943), Kunsthistorikerin
- Rocko Schamoni (* 1966), Musiker, Schauspieler und Entertainer

### Persönlichkeiten, die in der Stadt gewirkt haben
- Christian Detlef Claudius (1750–1822), Physikus bzw. Arzt in Lütjenburg, Bruder des Dichters Matthias Claudius (1740–1815)
- Jacob Georg Christian Adler (1756–1834), Pädagoge und Theologe
- Friederike Christine Dorothea Henrici, geb. Claudius (1791–1873), Initiatorin für die Gründung des Armen-Arbeitshauses Henrici-Stift (1874) in der Panker-Straße
- Ludwig Friedrich August Wyneken (1802–1887), Bürgermeister von Lütjenburg (1835–1853; 1864–1867), Abgeordneter im Preußischen Abgeordnetenhaus (1870-1876, Nationalliberale)
- Friedrich Junge (1832–1905), Biologe und Pädagoge
- Herbert Beer (1914–1971), Politiker (GB/BHE, GDP, CDU)
- Wolfgang Treu (1930–2018), Kameramann
- Karl-Otto Dummer (1932–2009), Seemann und einer von sechs Überlebenden beim Untergang des Segelschiffs Pamir im Jahre 1957, lebte in Lütjenburg
- Olaf Böttger (* 1956), Politiker (CDU)
- Daniel Richter (* 1962), international bekannter Maler
- Torsten Albig (* 1963), Politiker (SPD), 2012–2017 Ministerpräsident Schleswig-Holstein